# Biserica fortificată din Criț
Biserica evanghelică fortificată din Criț este un ansamblu de monumente istorice aflat pe teritoriul satului Criț, comuna Bunești. În Repertoriul Arheologic Național, monumentul apare cu codul 40722.06.
Ansamblul este format din trei monumente:
- Biserica evanghelică (cod LMI BV-II-m-A-11661.01)
- Fântână (cod LMI BV-II-m-A-11661.02)
- Incintă fortificată, cu cinci turnuri, trei zwingere (nord - unul și sud - două) (cod LMI BV-II-m-A-11661.03)

## Localitatea
Criț, mai demult Cruce, Criș, Crișu, (în dialectul săsesc Detschkrets, Krets, în germană Kreuzdorf, Deutsch Kreuz, Kreuz, în trad. "Cruce", în maghiară Szászkeresztúr, în trad. "Cristuru Săsesc") este un sat în comuna Bunești din județul Brașov, Transilvania, România.
În evul mediu a fost posesiune a Mănăstirii Cârța. Primele mențiuni documentare datează de la 1270-1272.
În această localitate, acum mai bine de 400 de ani, a fost adoptată prima lege școlară rurală din Transilvania.

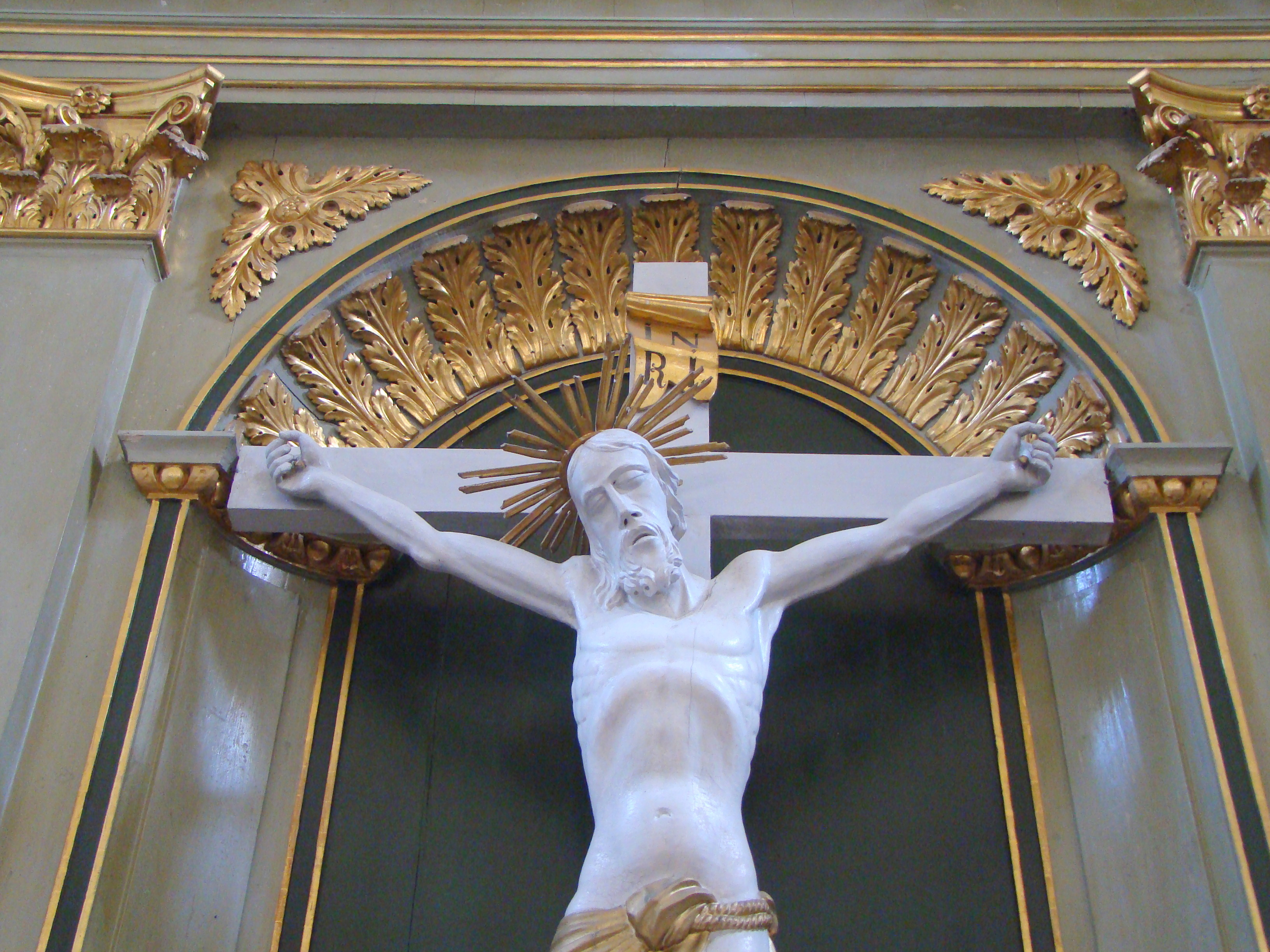
Altarul (detaliu)

## Biserica
Cea mai veche biserică ridicată pe dealul din Criț a fost menționată pentru prima dată în 1270. Nu se cunosc prea multe despre această primă construcție. Se presupune totuși că este reprezentată într-un desen de pe o strană din actuala biserică, datată 1793.
A fost înlocuită de o altă biserică medievală închinată Sf. Cruci, amintită în 1466. Și aceasta, fiind degradată, a fost demolată în 1810 și în locul său a fost ridicată o biserică sală spațioasă, cu turn vestic, înălțată între anii 1810-1813. Dimensiunile sale sunt probabil apropiate de cele ale mai vechii biserici medievale, pe care a înlocuit-o.
La interior, biserica cuprinde o sală încăpătoare, cu două travee și bolta în stil boemian, altarul cu galerie pentru orgă, amvonul și cristelnița, unele dintre acestea fiind realizate odată cu înălțarea bisericii, iar altele în 1822, precum și obiecte de mobilier aparținând vechiului așezământ de cult, lăzi și grinzi datate cu anii 1666 și 1724, bănci pictate din anul 1793.  Orga, cu 1450 tuburi, construită în 1813 de maestrul Johann Thois, a fost complet restaurată de către Fundația Michael Schmidt și redată publicului în anul 2013. După restaurare, biserica evanghelică din Criț a devenit gazda a numeroase concerte care abordează stiluri muzicale diferite și în cadrul cărora orga restaurată joacă rolul central.

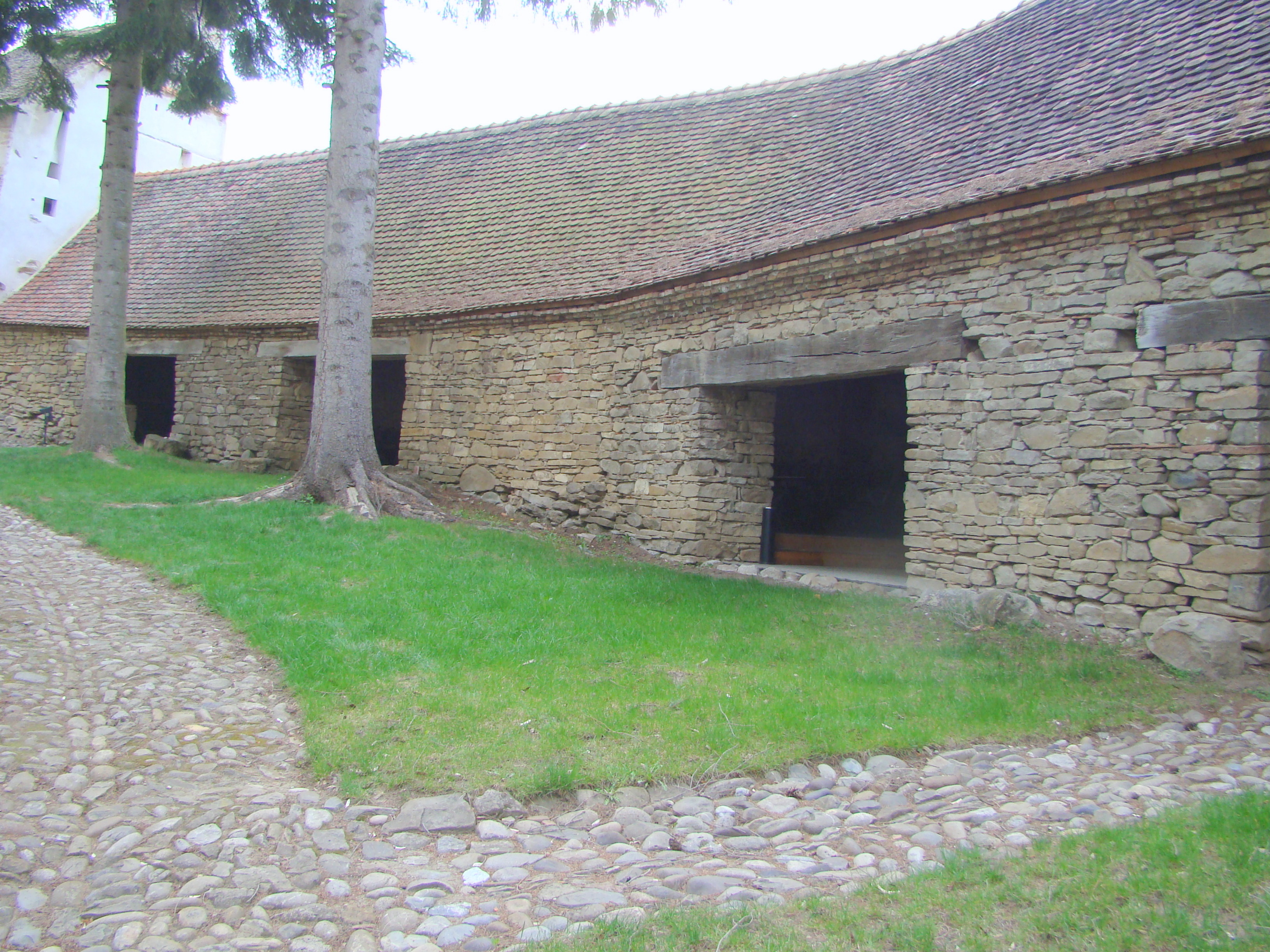
O parte din curtina de ziduri, cu spaţii de depozitare în interior

## Fortificațiile
În secolul al XV-lea au fost ridicate zidurile înconjurătoare cu o înălțime variabilă, între 6-8 m și au fost construite și cinci turnuri. În secolul al XIX-lea, când rolul de apărare încetase, sătenii au făcut mici demolări și au construit hambare. În incintă a existat și o fântână adâncă. Degradarea fortificației a început în secolul al XX-lea. În 1908 s-a deschis, lângă turnul din vest, o poartă largă. Turnul de la vechea intrare s-a surpat în 1925, iar turnul din nord-est în 1955, dar acesta a fost reclădit.
Fortificația medievală care s-a menținut în jurul bisericii dispune de o curtina de bază, aproape eliptică, înzestrată cu turnuri exterioare de plan rectangular, din care cel de sud-est a fost destinat intrării. Modificări esențiale au condus la dublări ale curtinei spre nord, în jurul celor trei turnuri (probabil în secolul al XVI-lea,) și la ridicarea altor construcții spre sud-est, toate au destinate locuirii de către membrii comunitâții locale. Spre sud, a fost înălțată în secolul al XVIII-lea o a doua curtină, cu un plan amplu, pentagonal, fără niciun fel de elemente de flancare.

## Renovarea

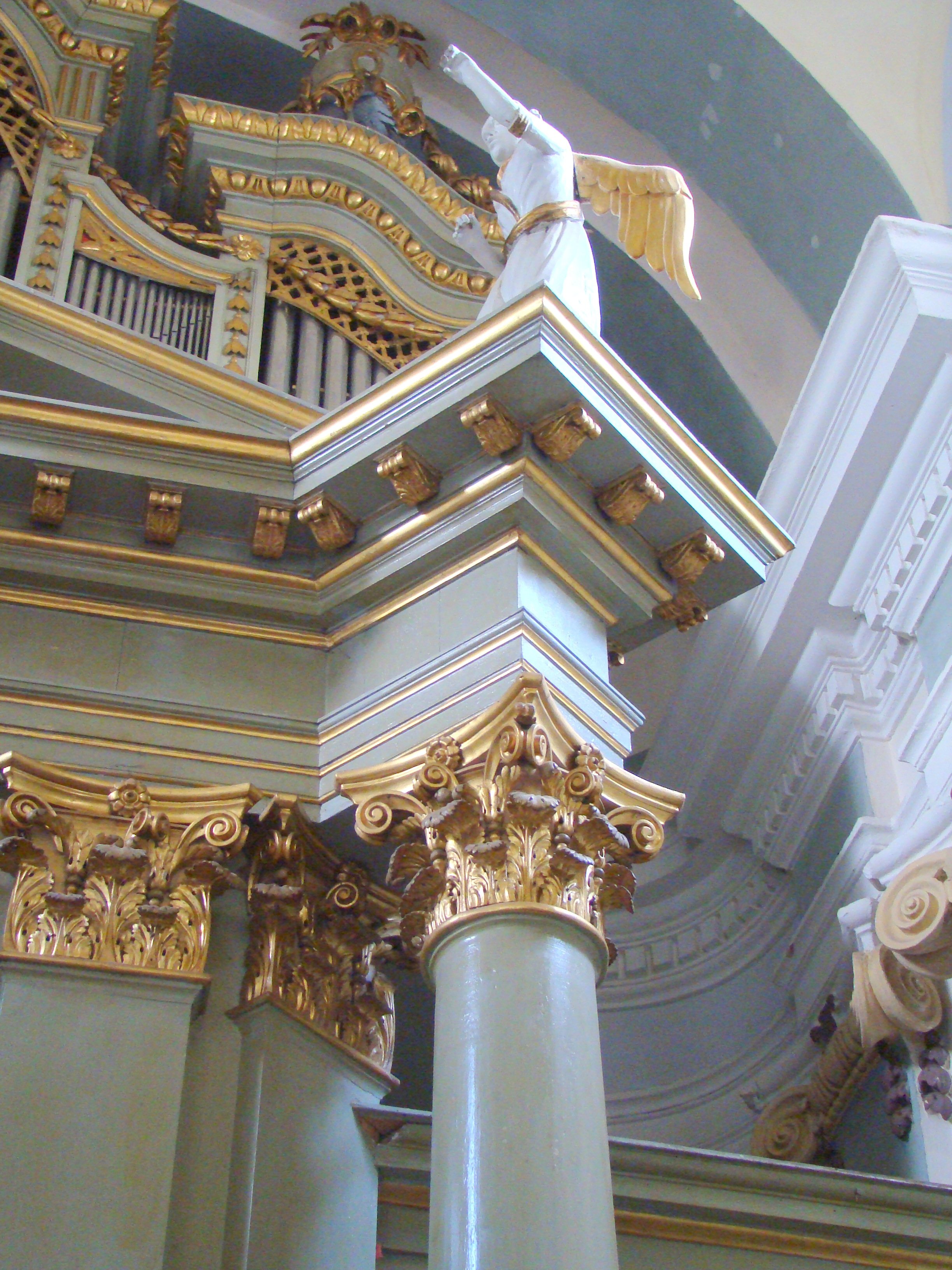
Altarul este flancat de coloane, ce se termină prin capiteluri bogat ornamentate, și statuete de îngeri

În 2013 a fost finalizată renovarea în totalitate a lăcașului de cult, cu o finanțare europeană obținută de Biserica Evanghelică.

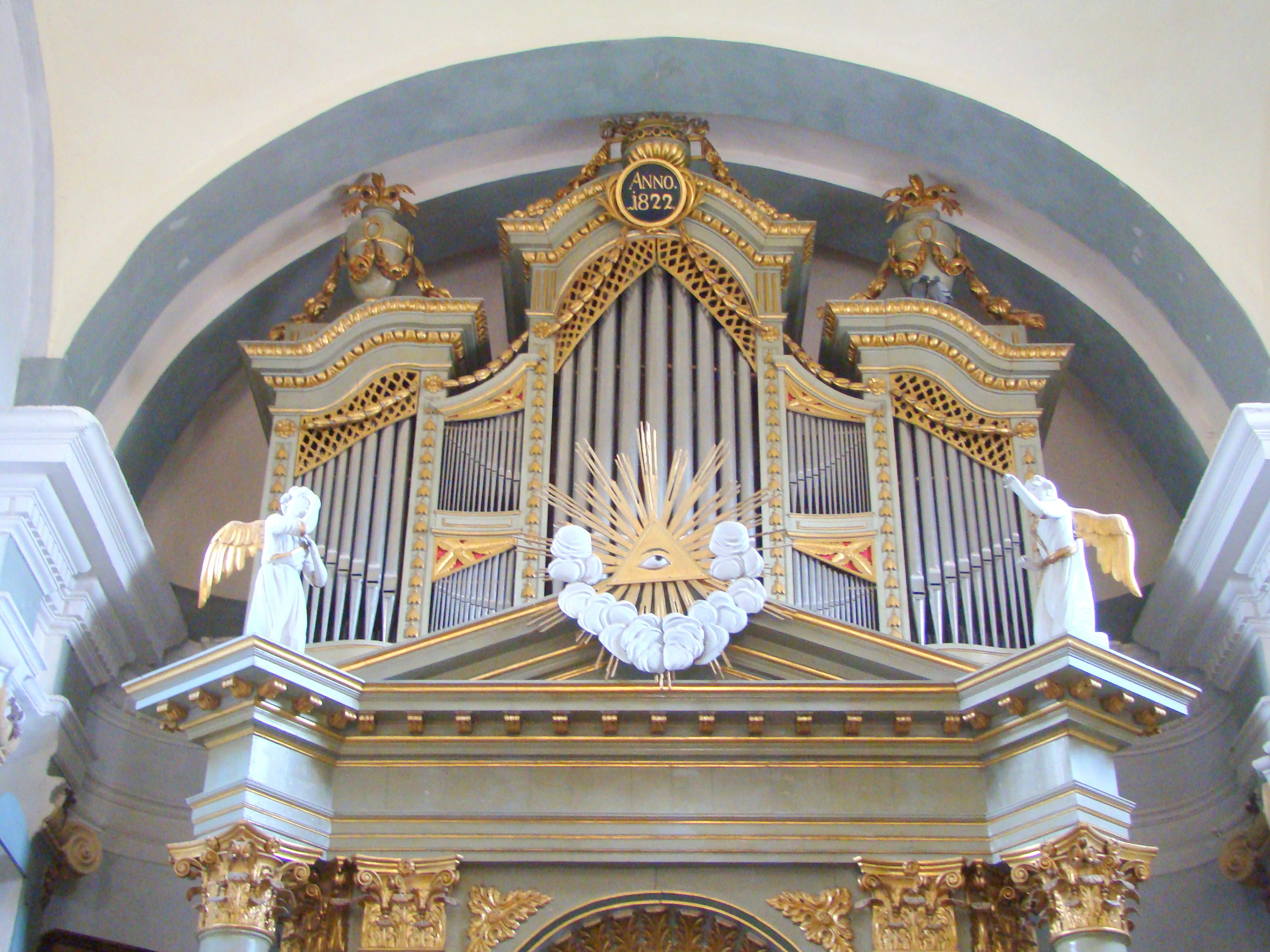
Orga barocă, restaurată de specialiști elvețieni

## Orga bisericii
Prima mențiune documentară a unei orgi în Criț datează din 1699, când este notată prezența unui constructor de orgi în sat și a unui organist.
Actuala orgă cu 1450 tuburi, construită de maestrul Johann Thois la începutul secolului al XIX-lea, a fost supusă unor reparații în 1908 de către firma Einschenk din Brașov.
La inițiativa și sub coordonarea Fundației Michael Schmidt, în anul 2011 orga bisericii a fost supusă unui proces laborios de restaurare, care a costat aproximativ 50.000 de euro, având sprijinul activ al Heimatortsgemeinschaft Deutsch-Kreuz din cadrul Asociației Sașilor Transilvăneni din Germania. Operațiunile de restaurare au fost efectuate la atelierul din Hărman de către experții Barbara Dutli și Ferdinand Stemmer din Elveția. Orga restaurată a fost inaugurată în iulie 2013.

## Vezi și
- Criț, Brașov
- Biserici fortificate din Transilvania

## Imagini din exterior

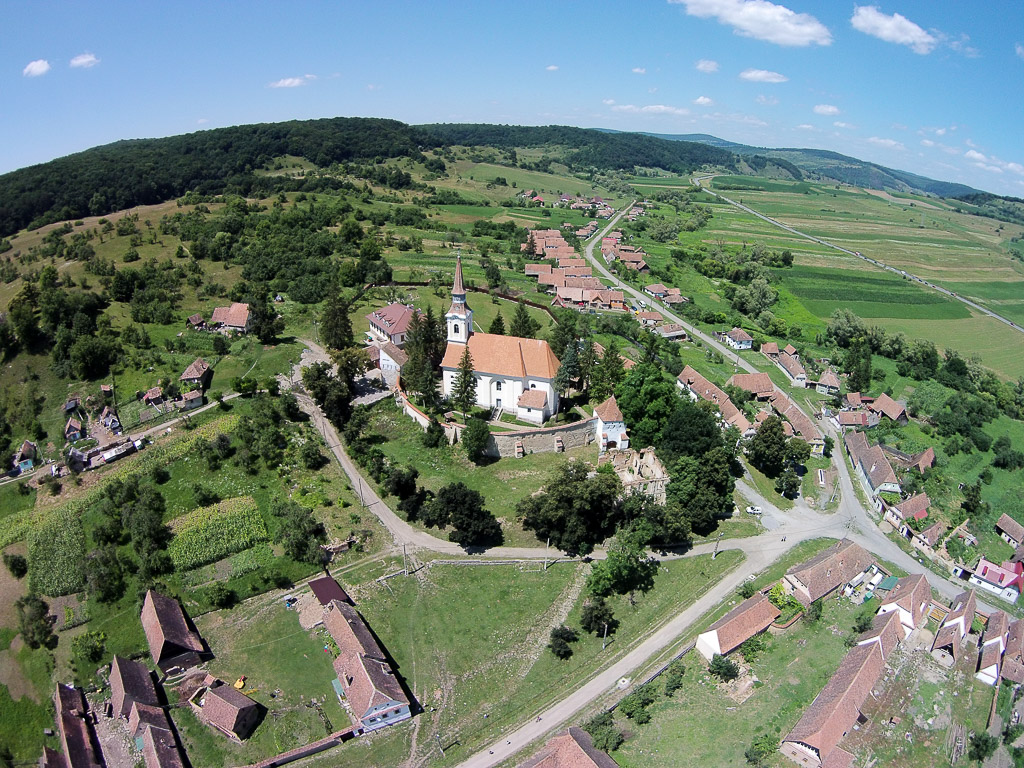
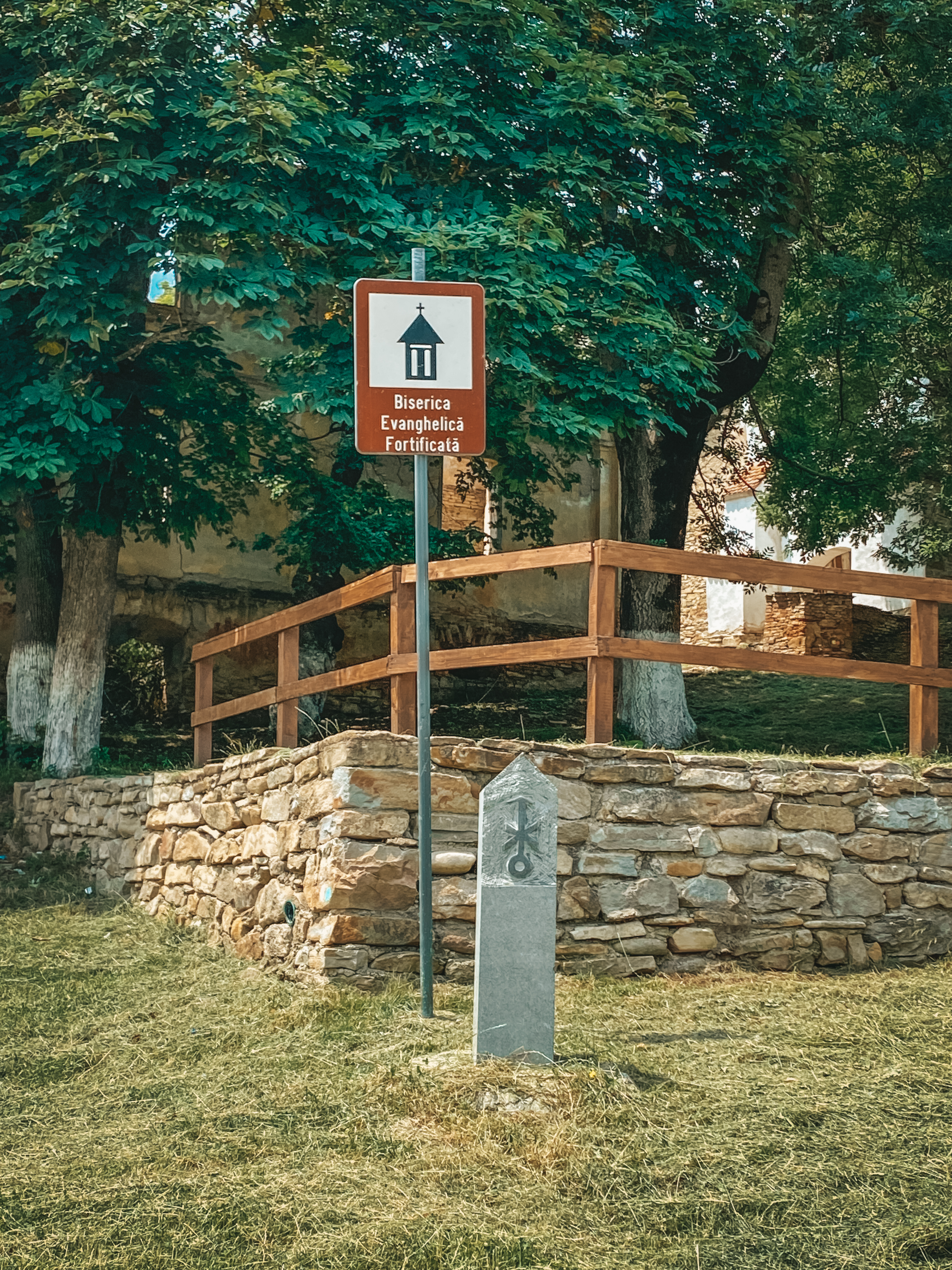
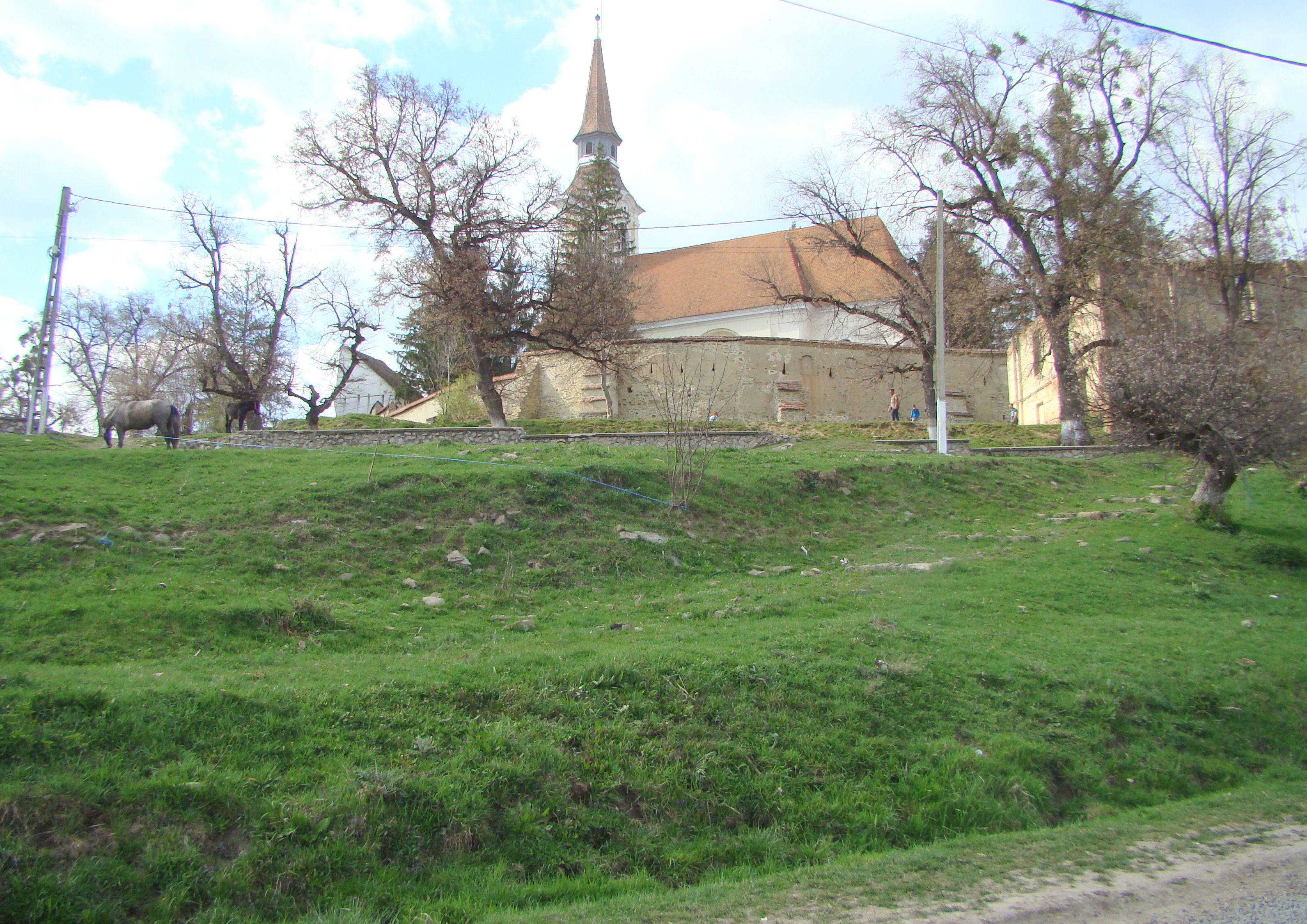
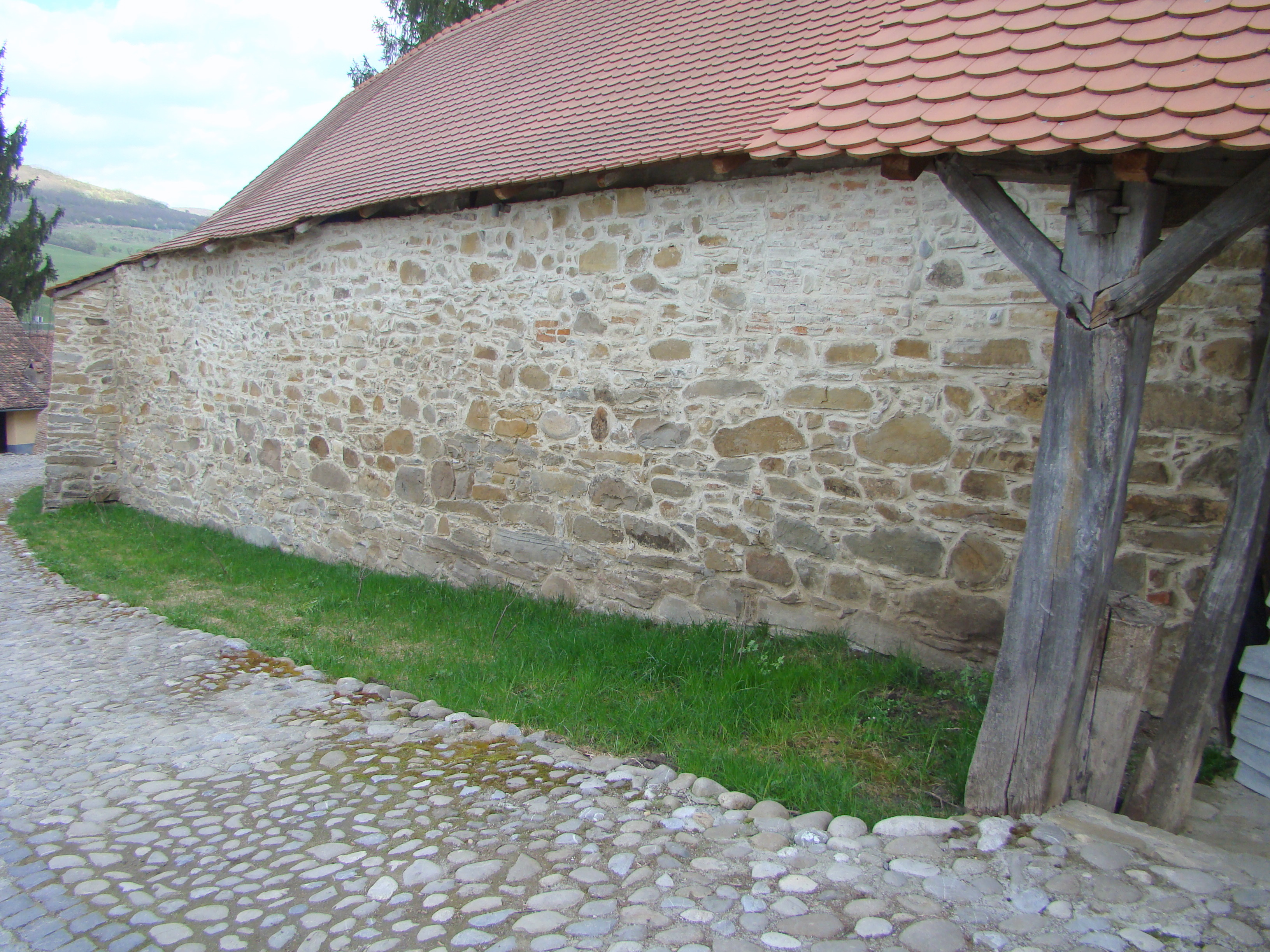
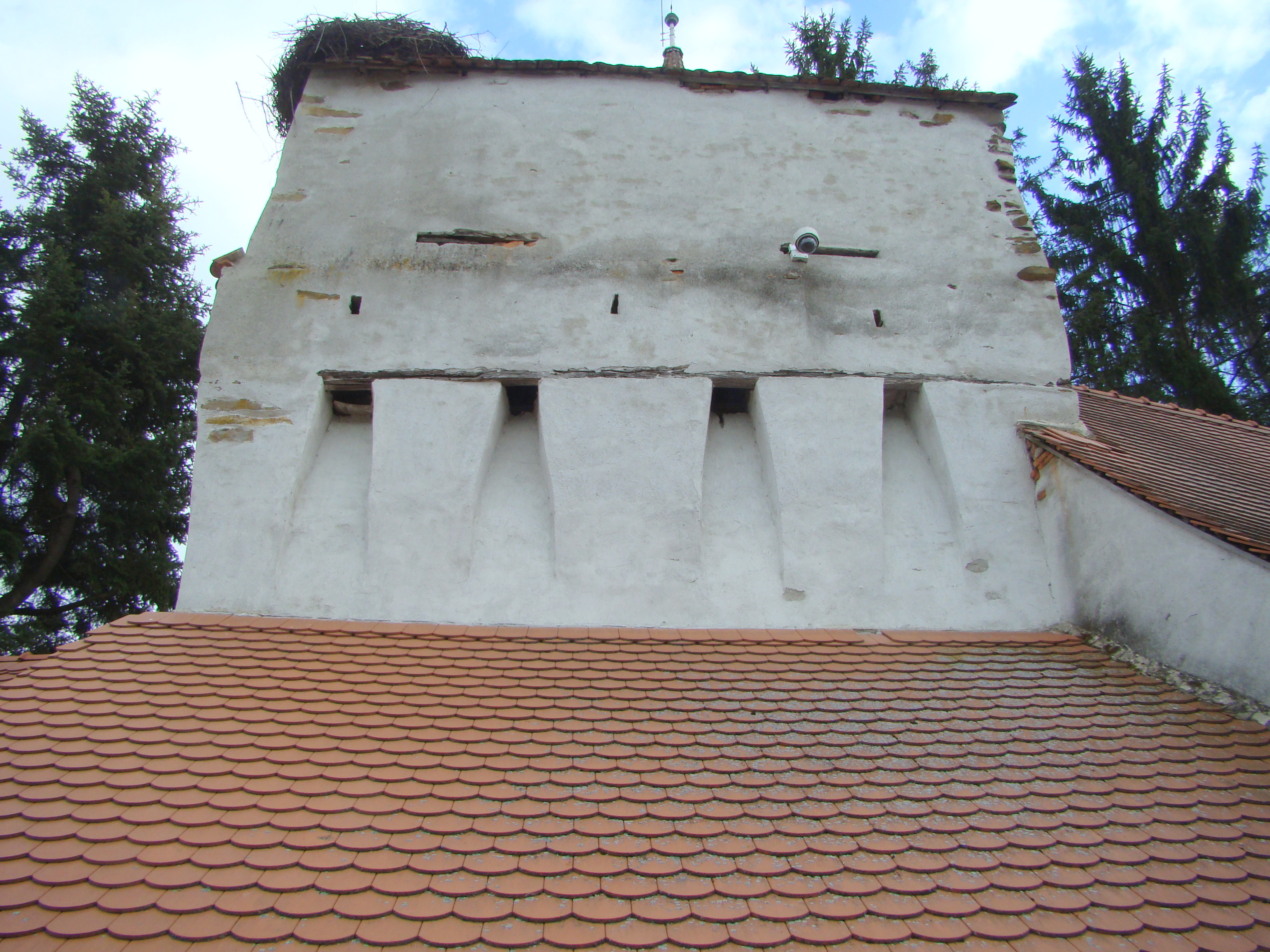
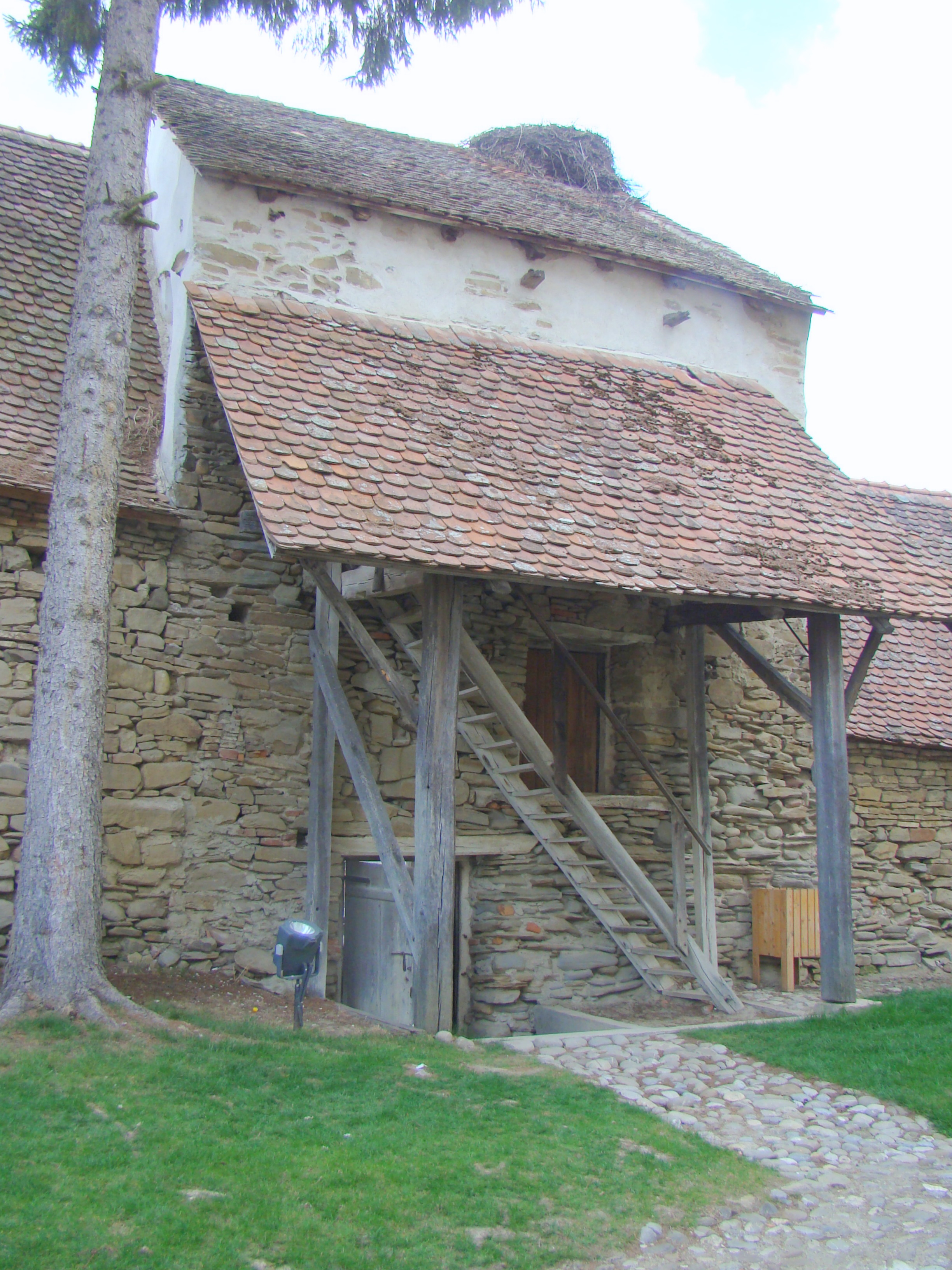
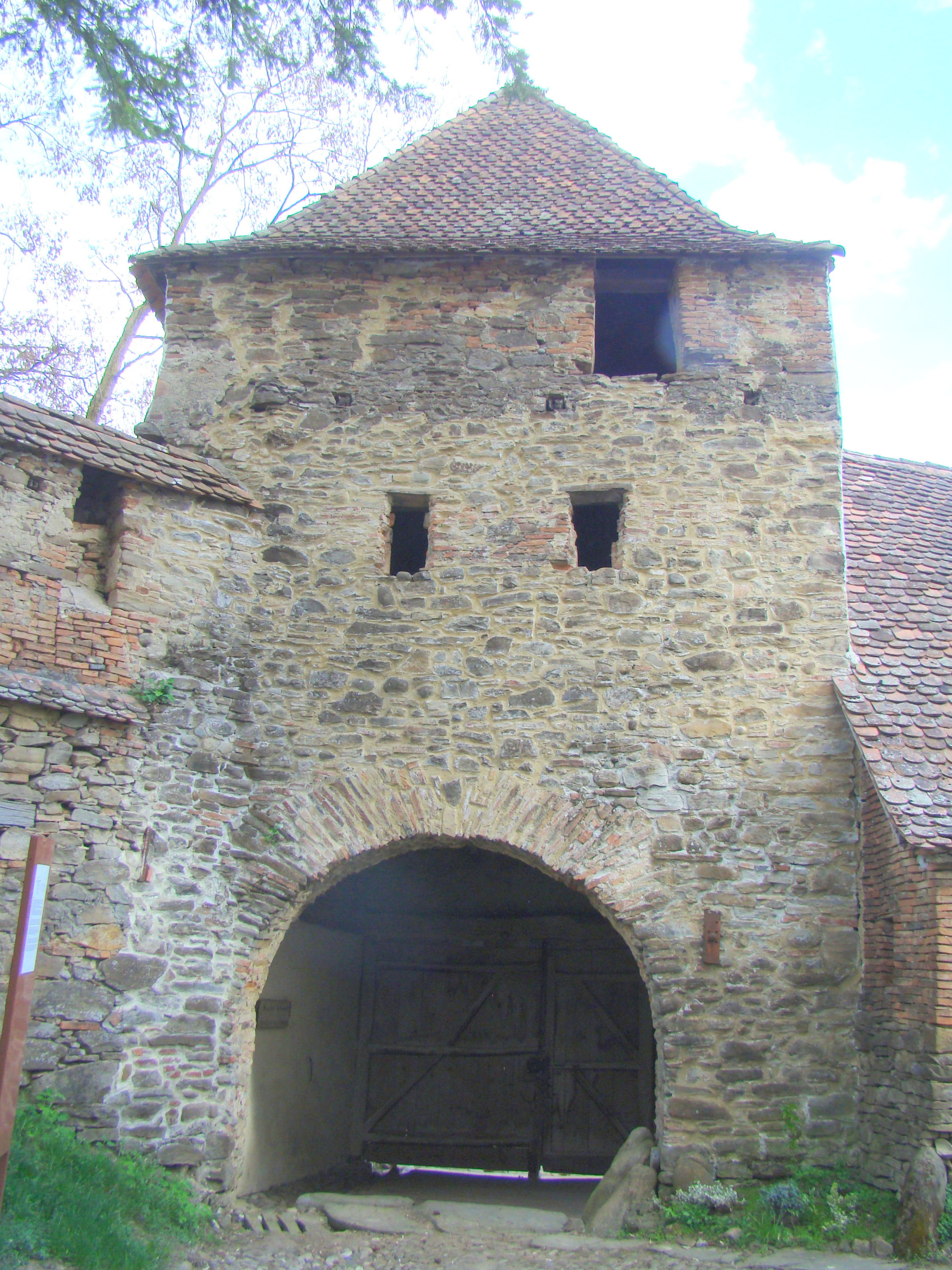
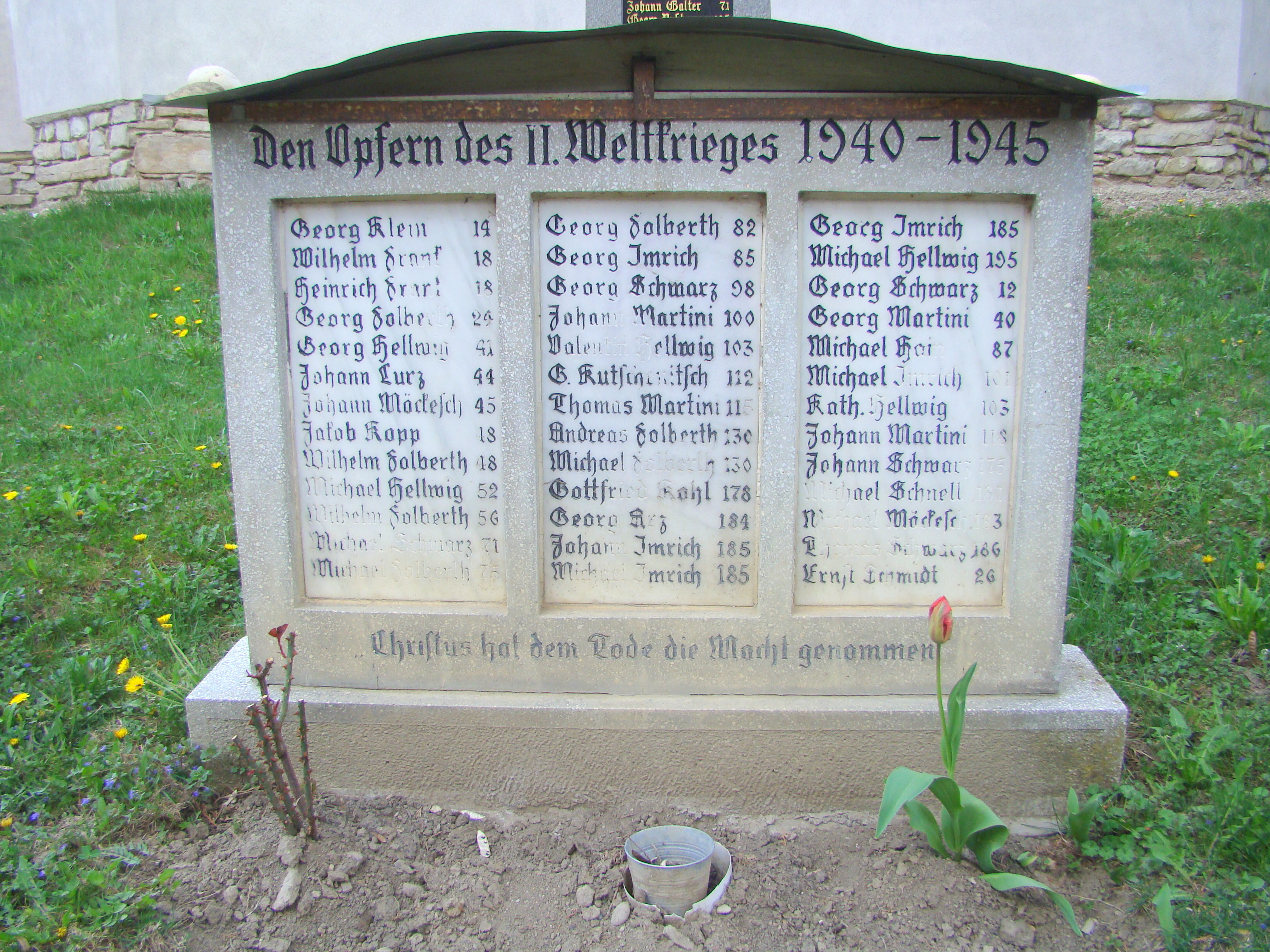
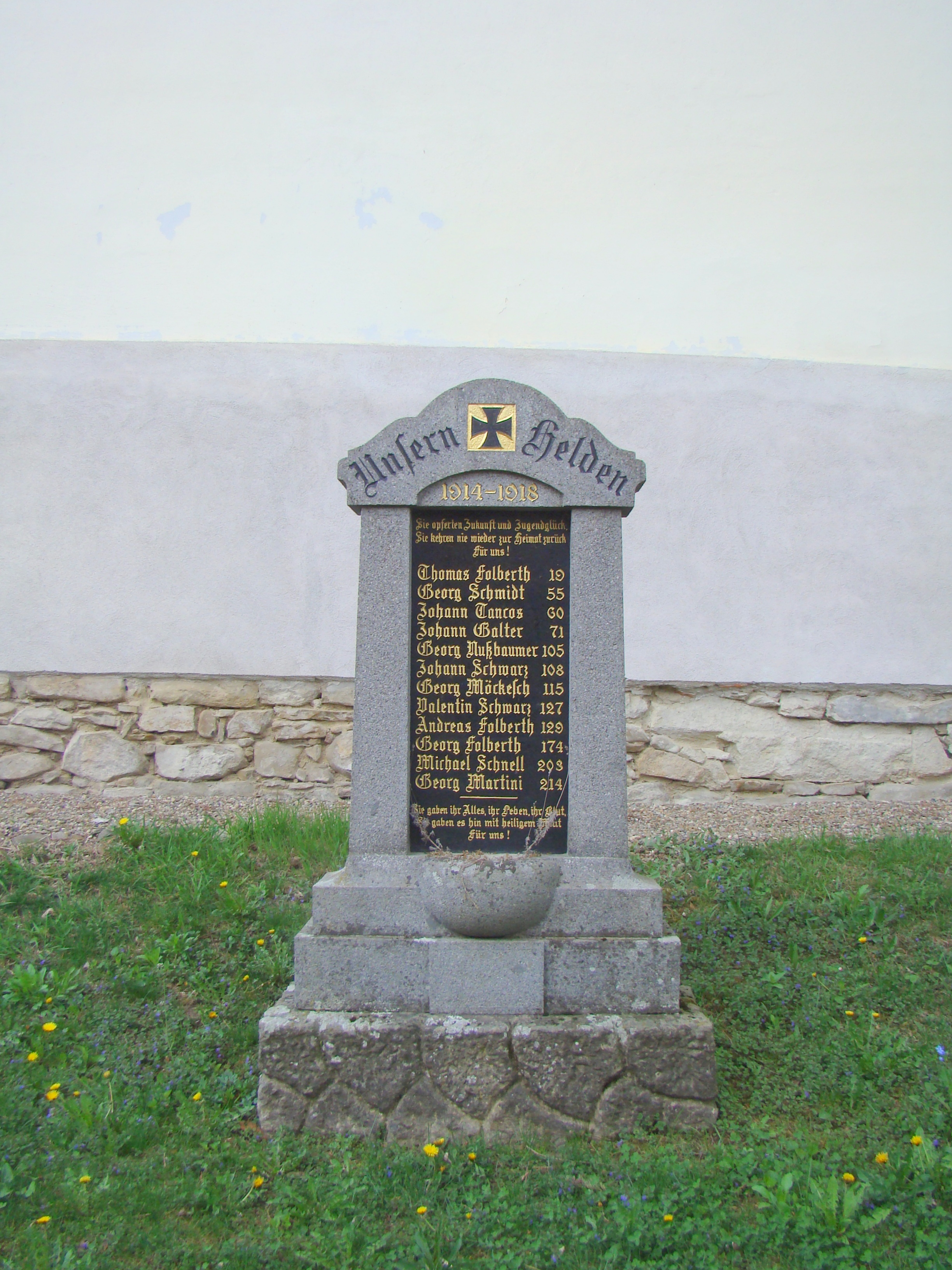
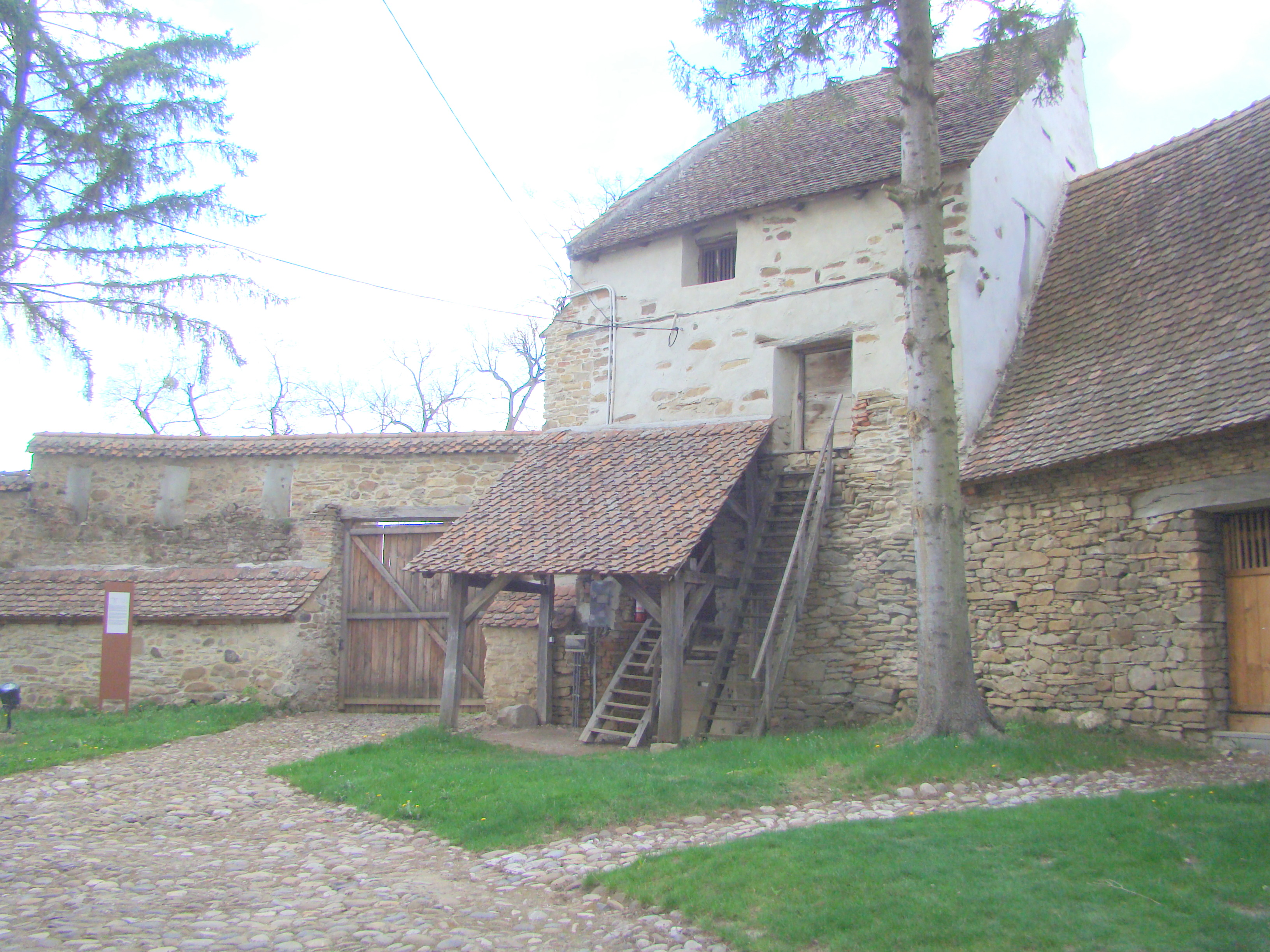
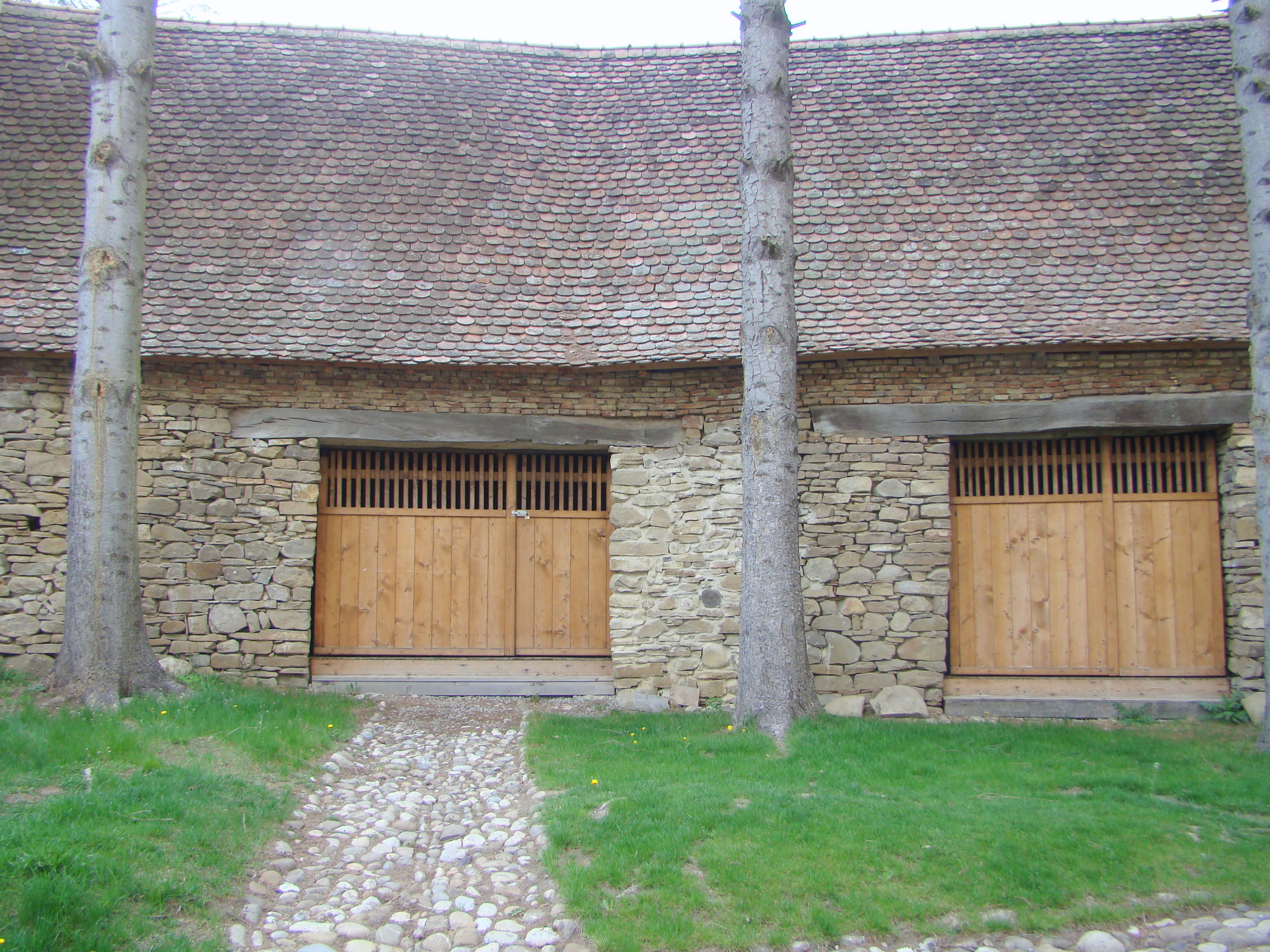
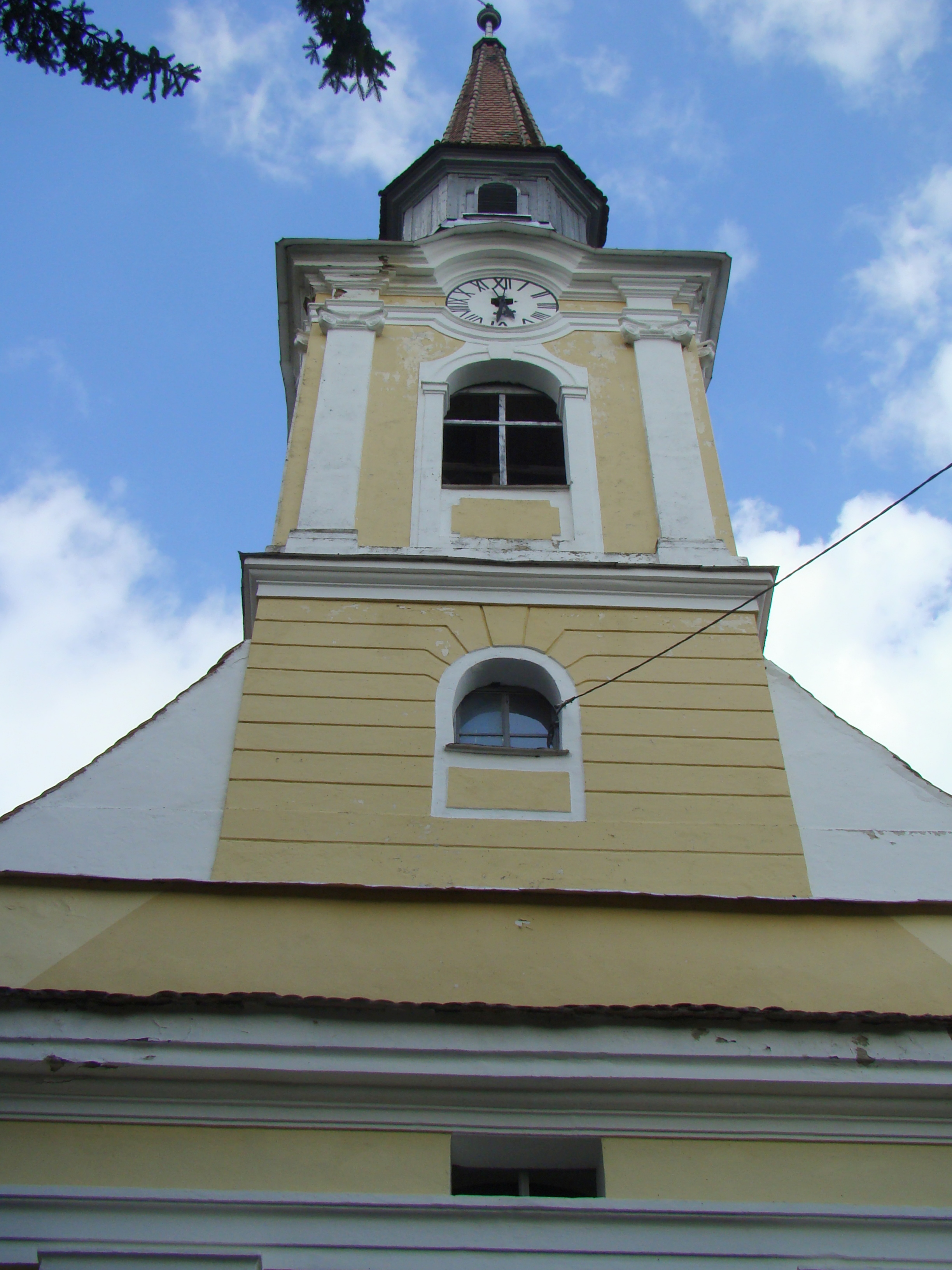
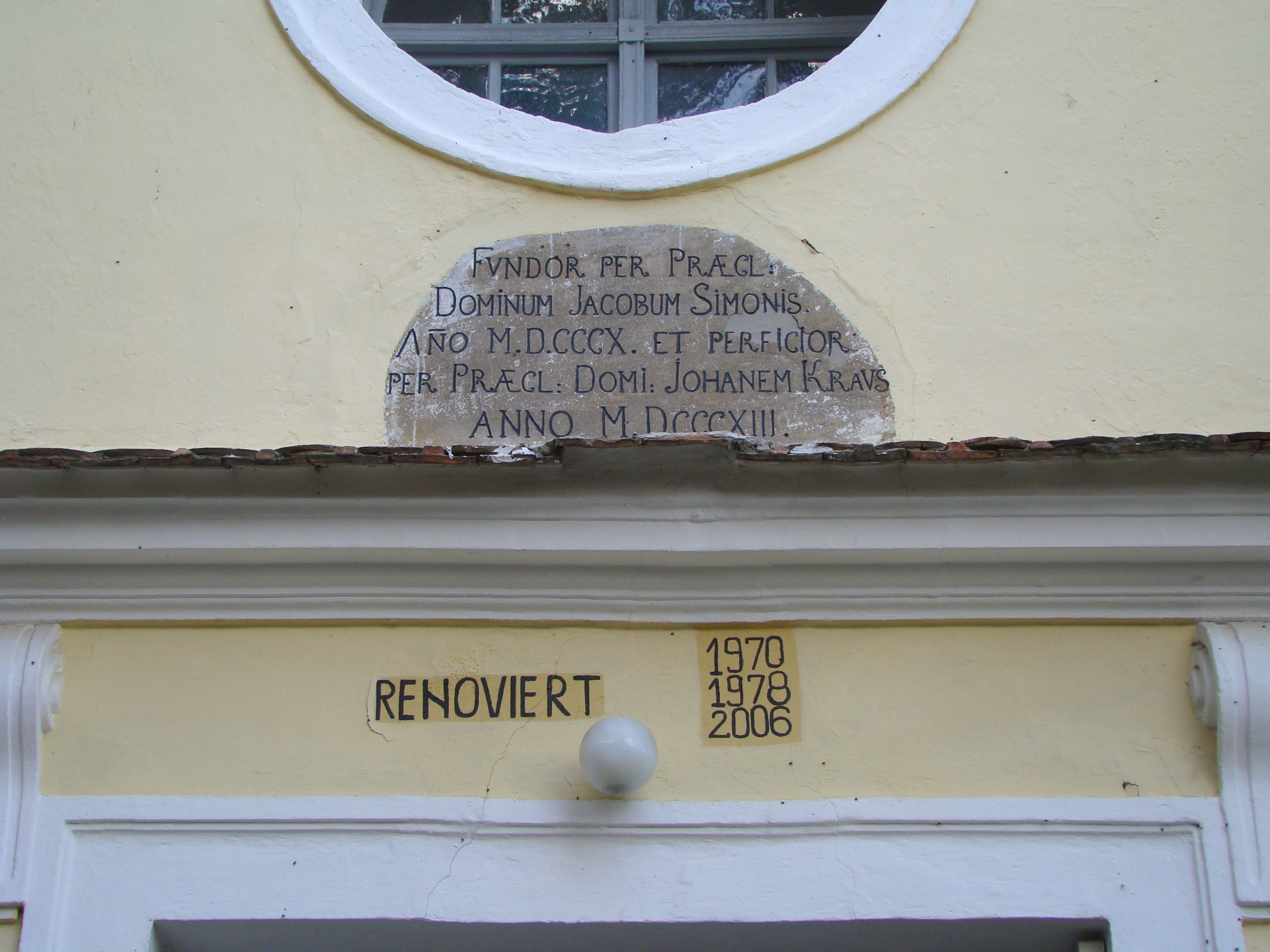
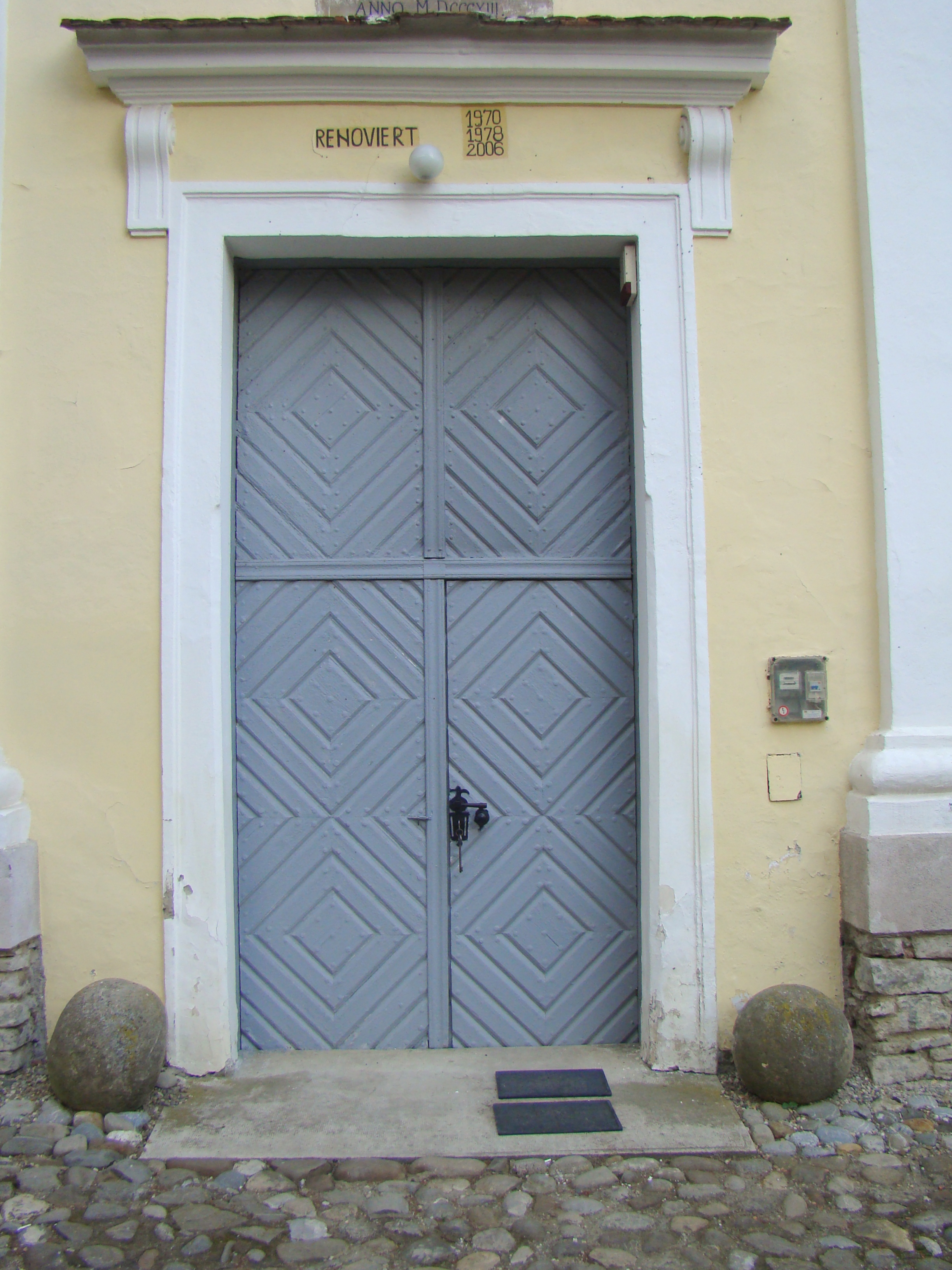
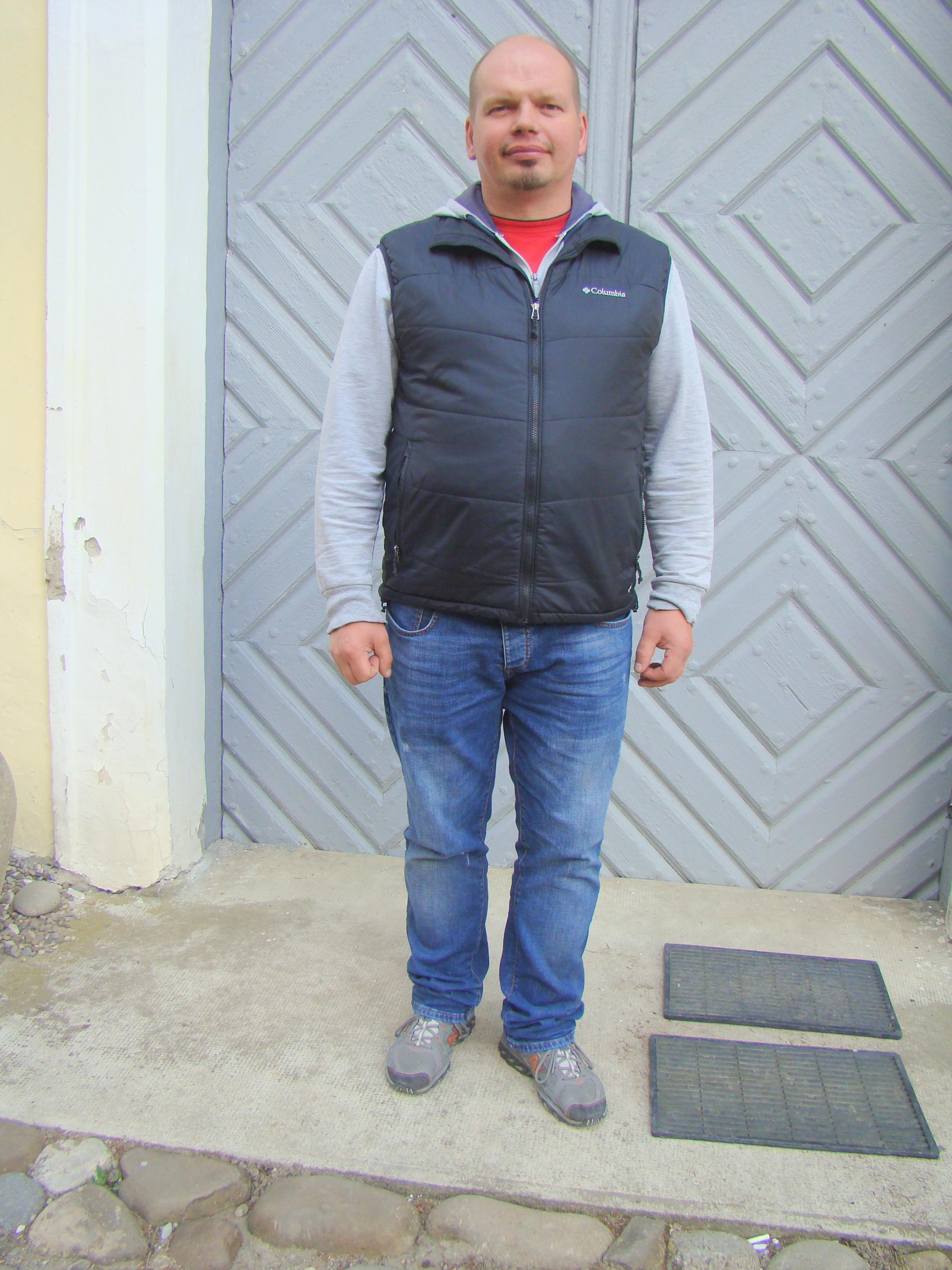
Curatorul bisericii evanghelice fortificate, sat Criț; comuna Bunești: Dietmar Depner
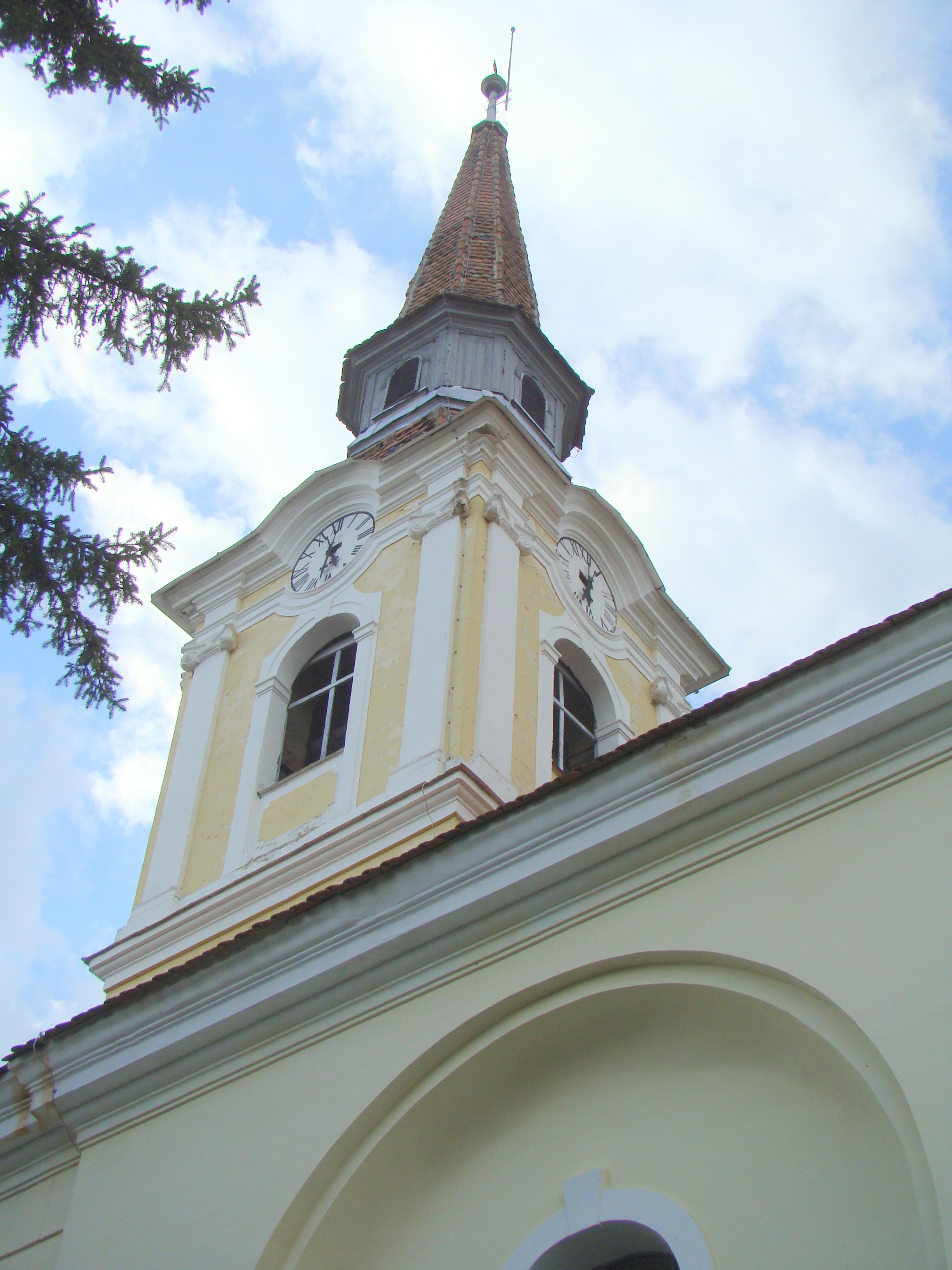
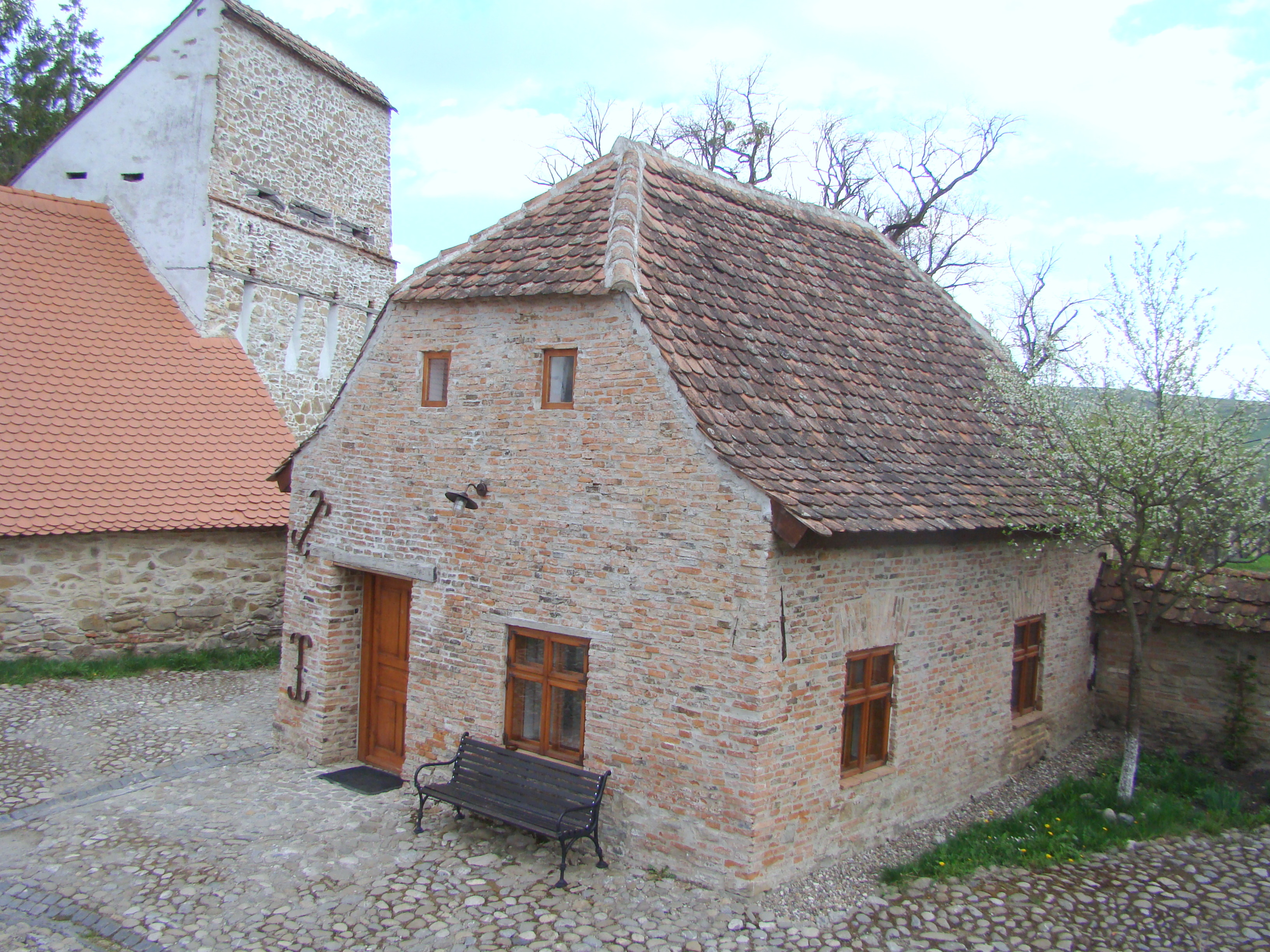
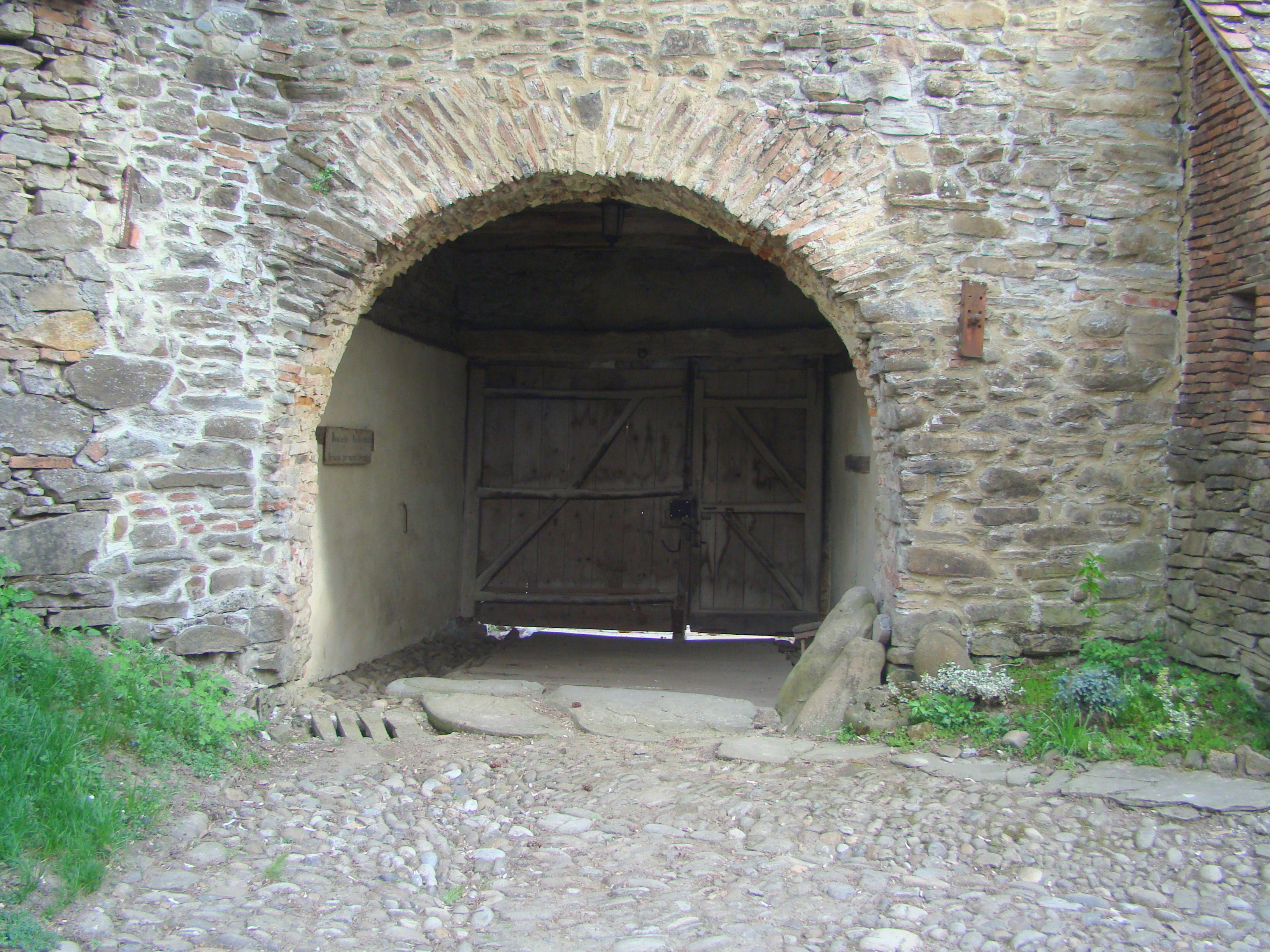
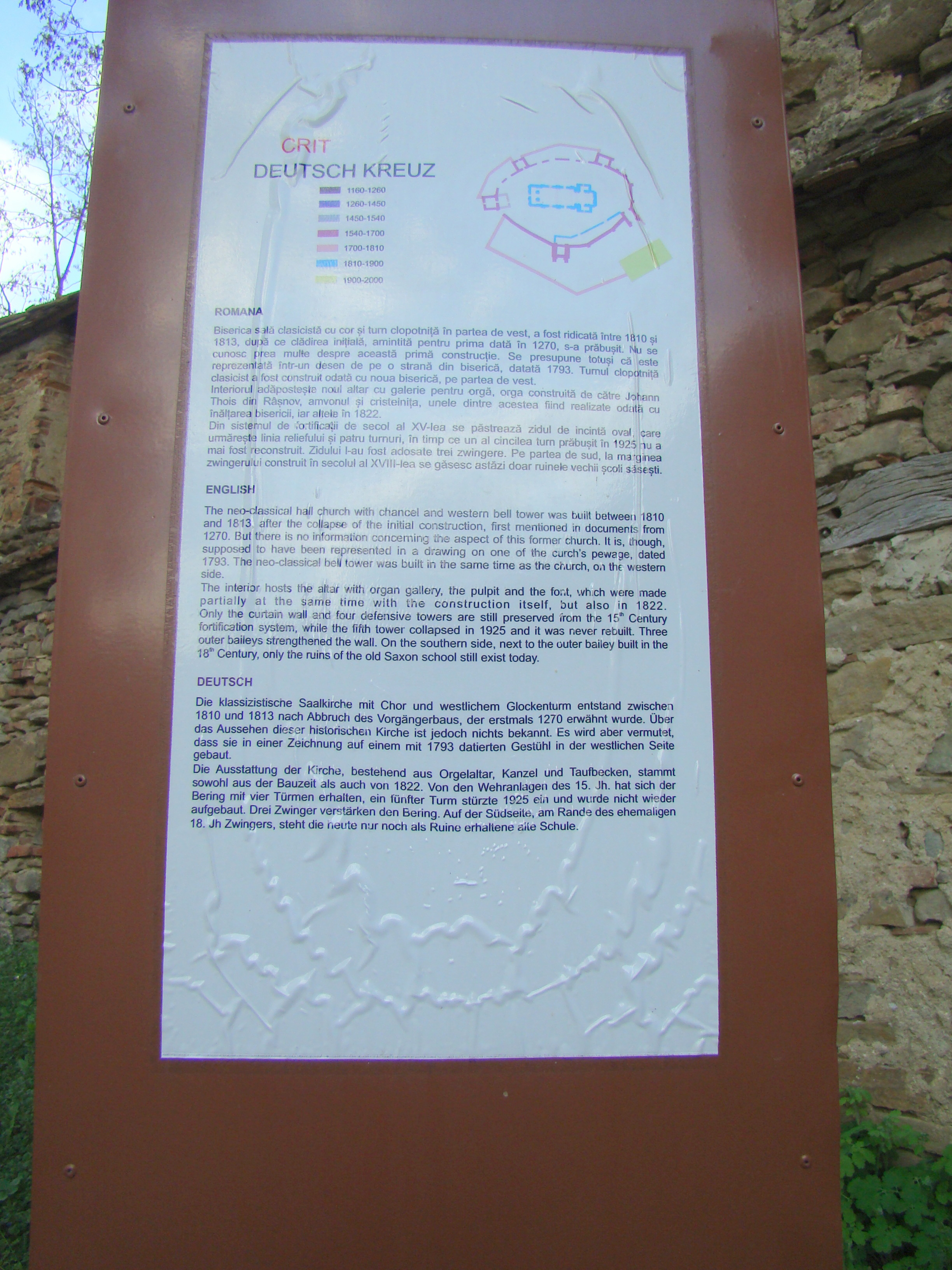

## Imagini din interior

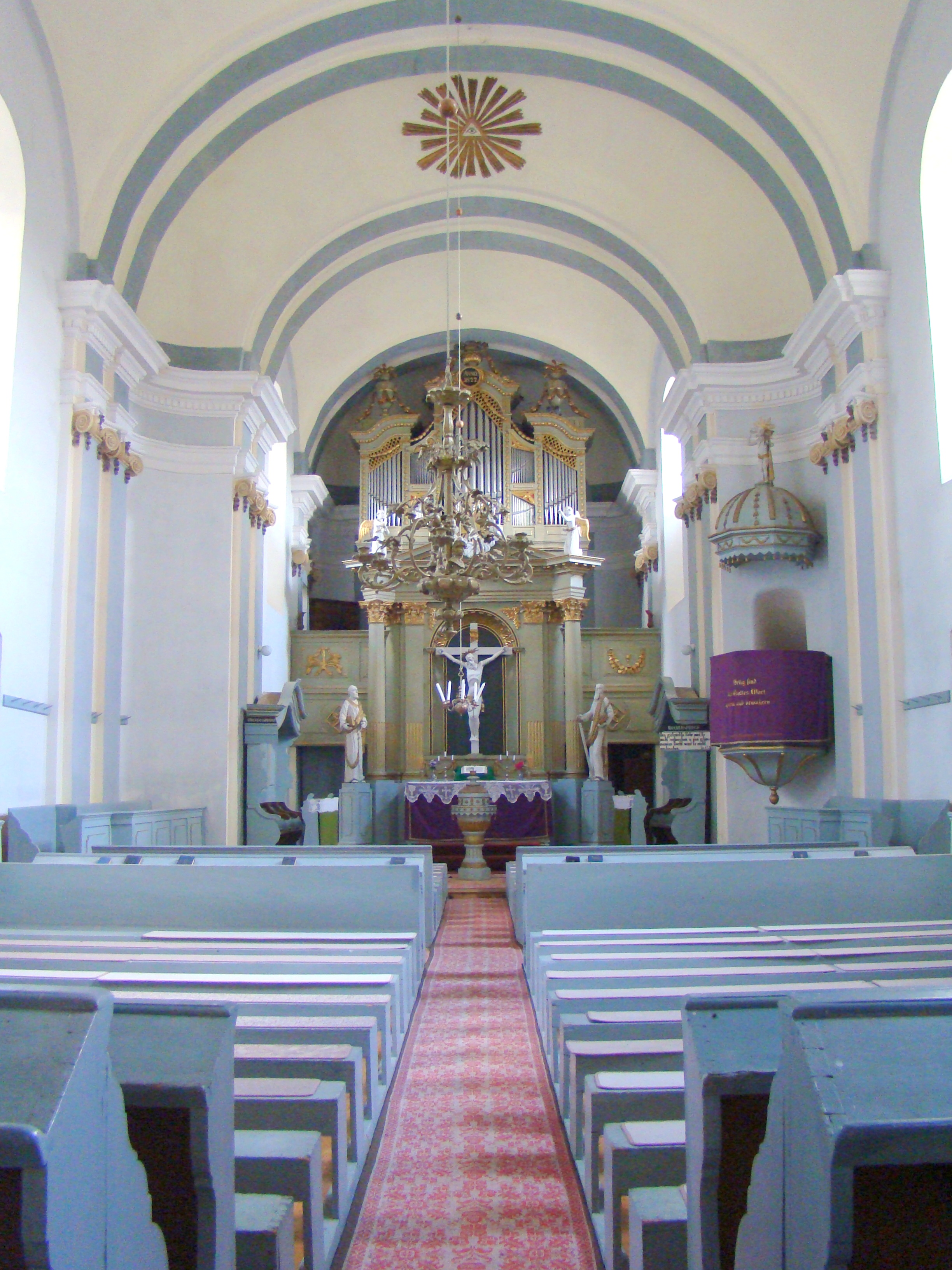
Biserica sală clasicizată, cu cor şi turn clopotniţă în partea de vest, ridicată între 1810 şi 1813
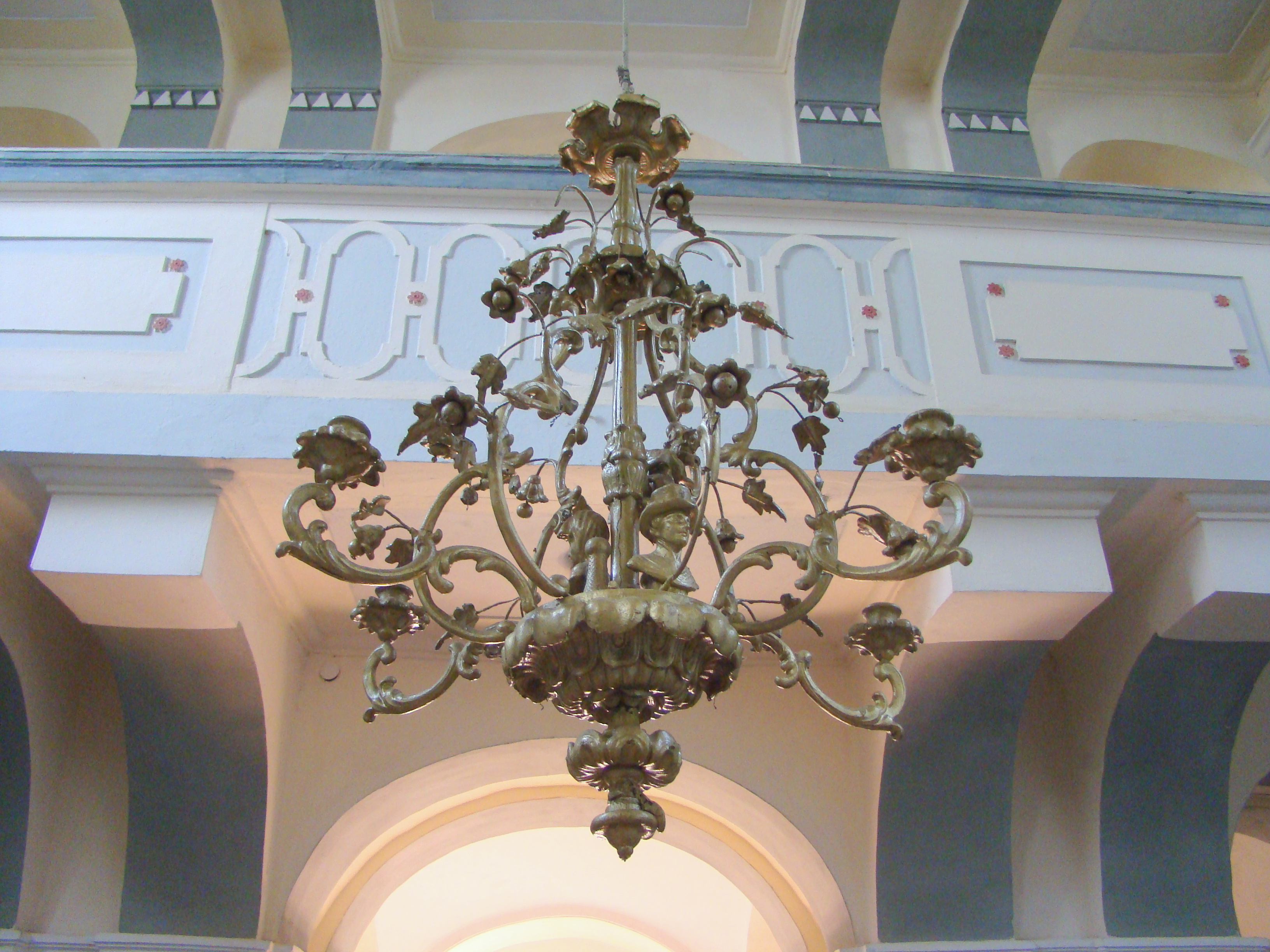
Candelabru
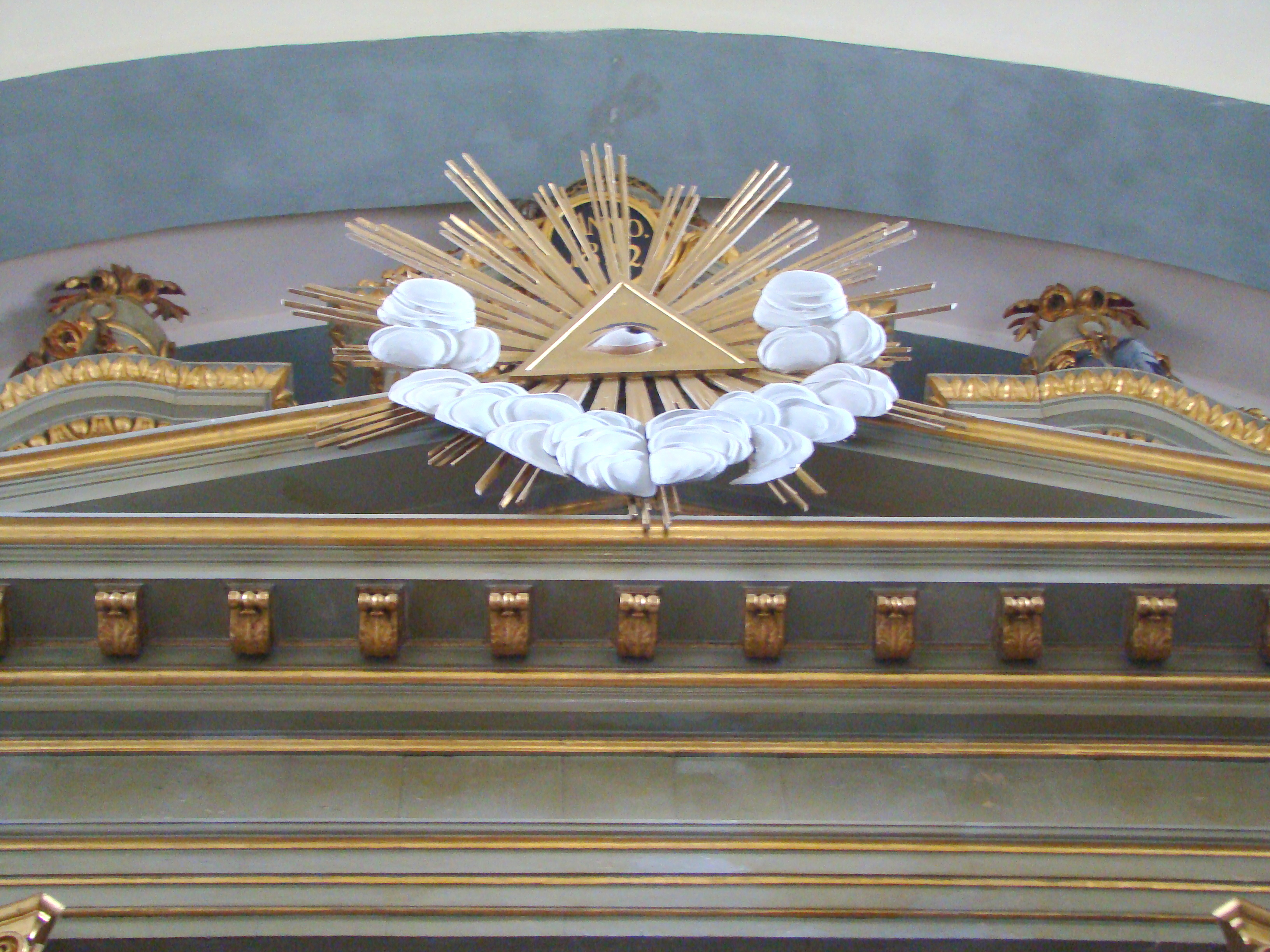
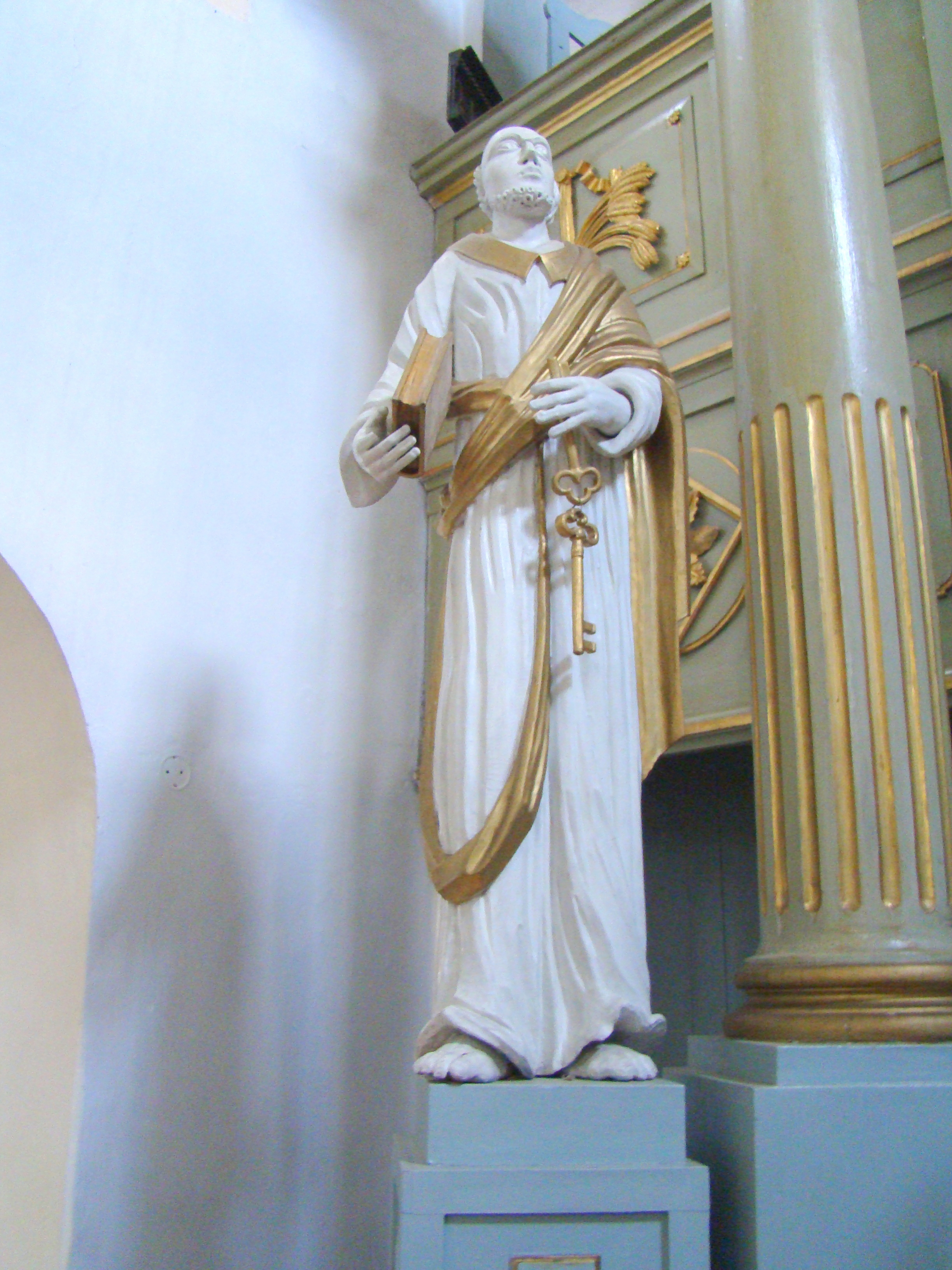
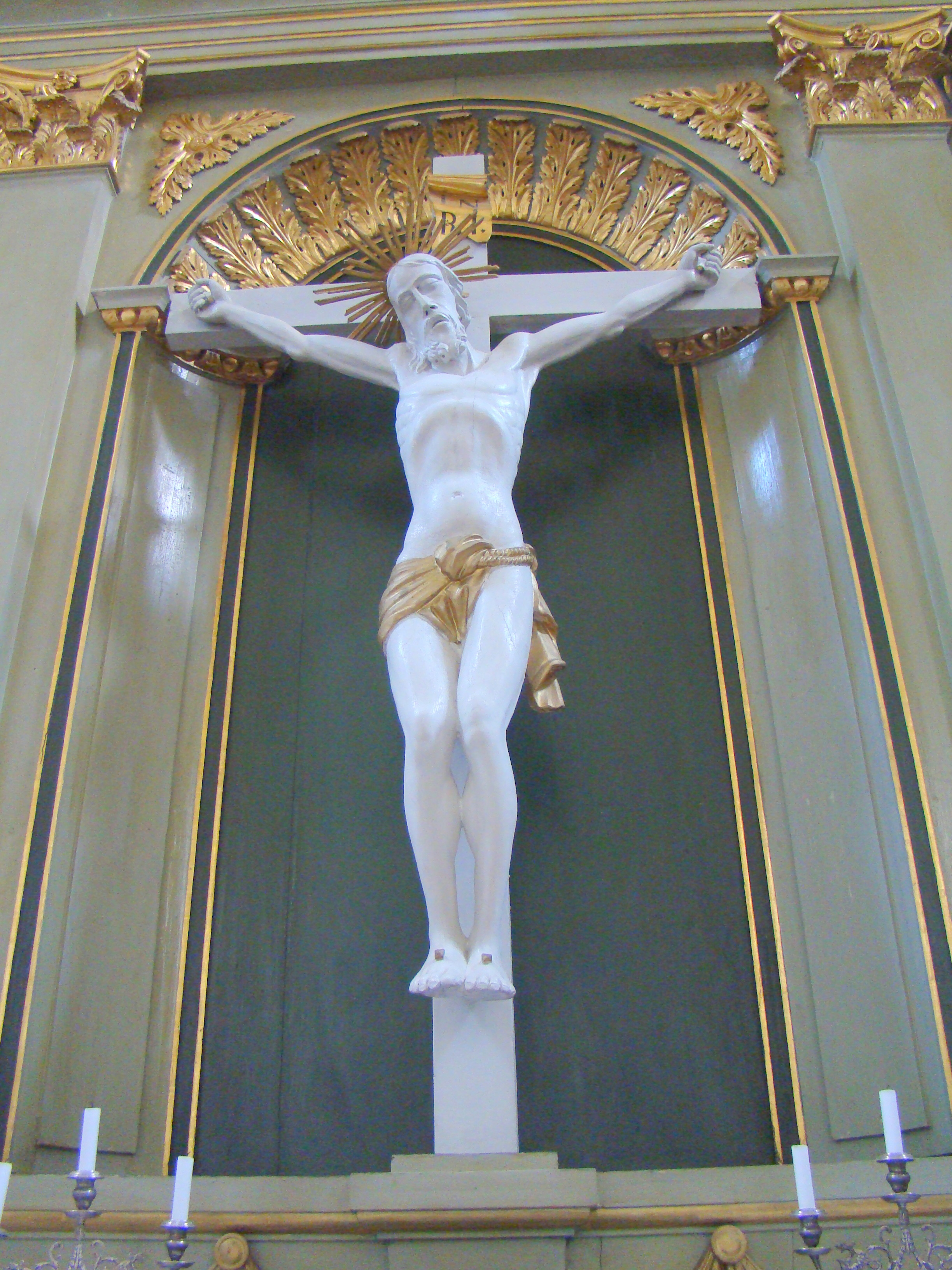
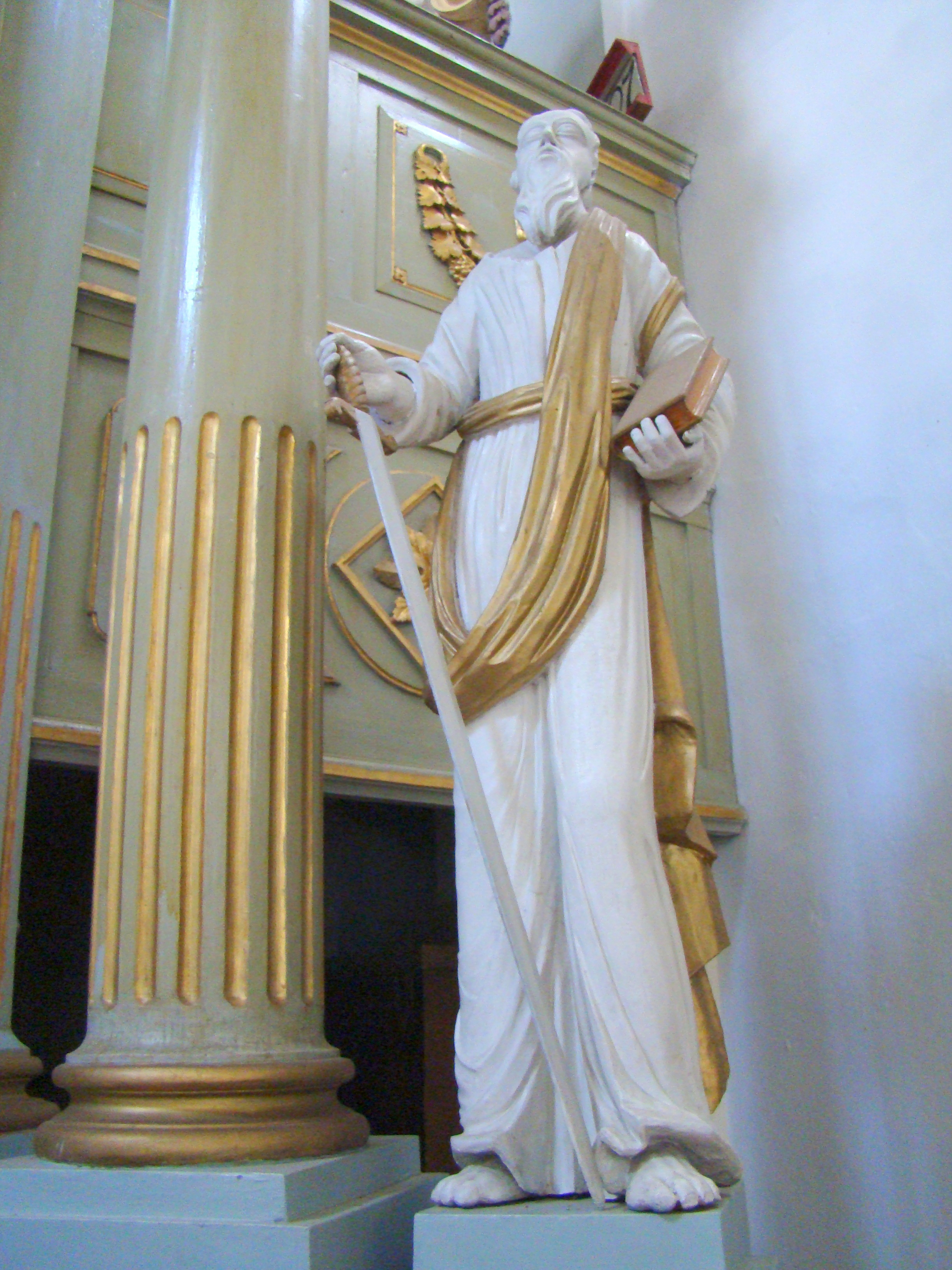
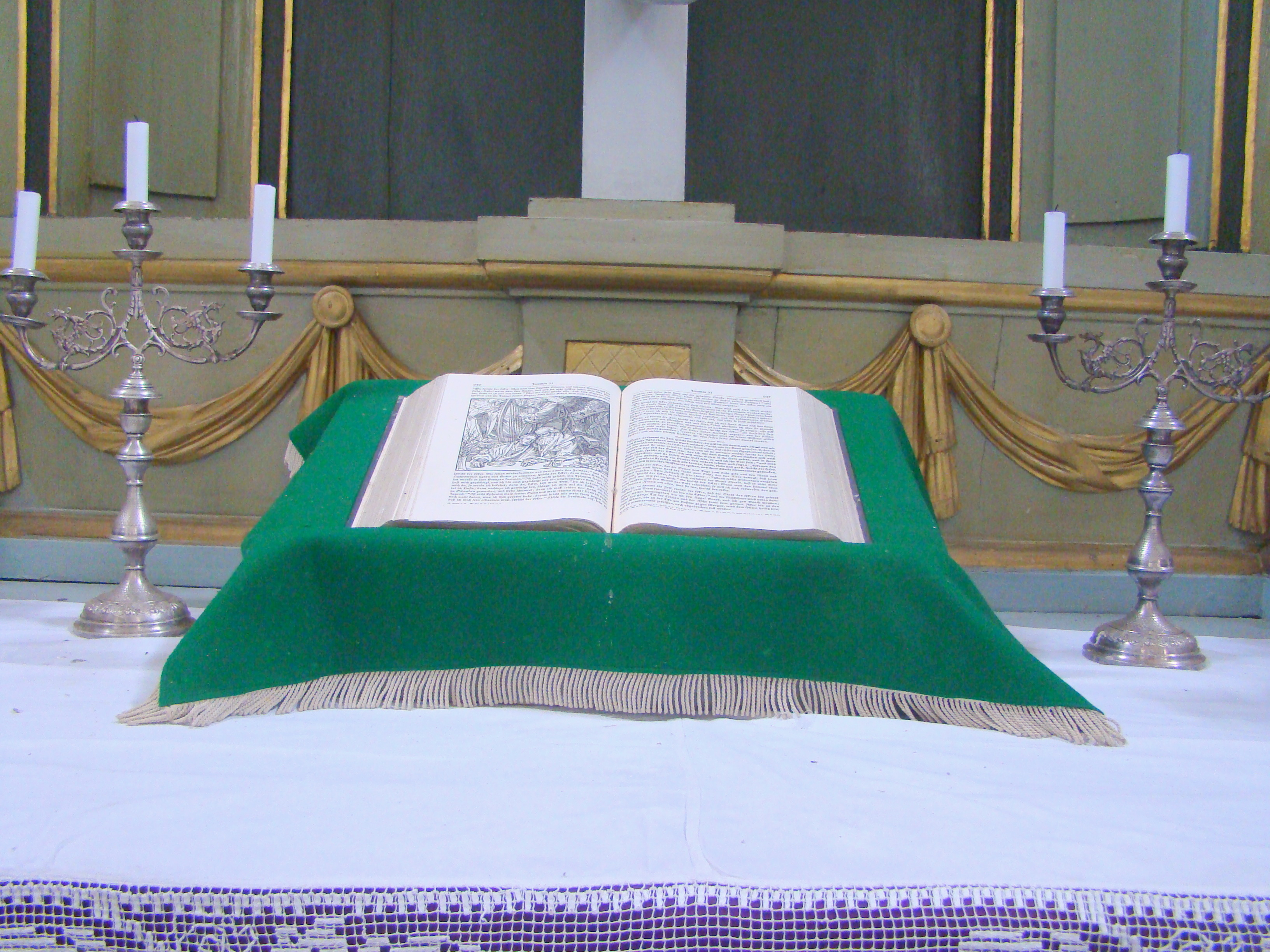
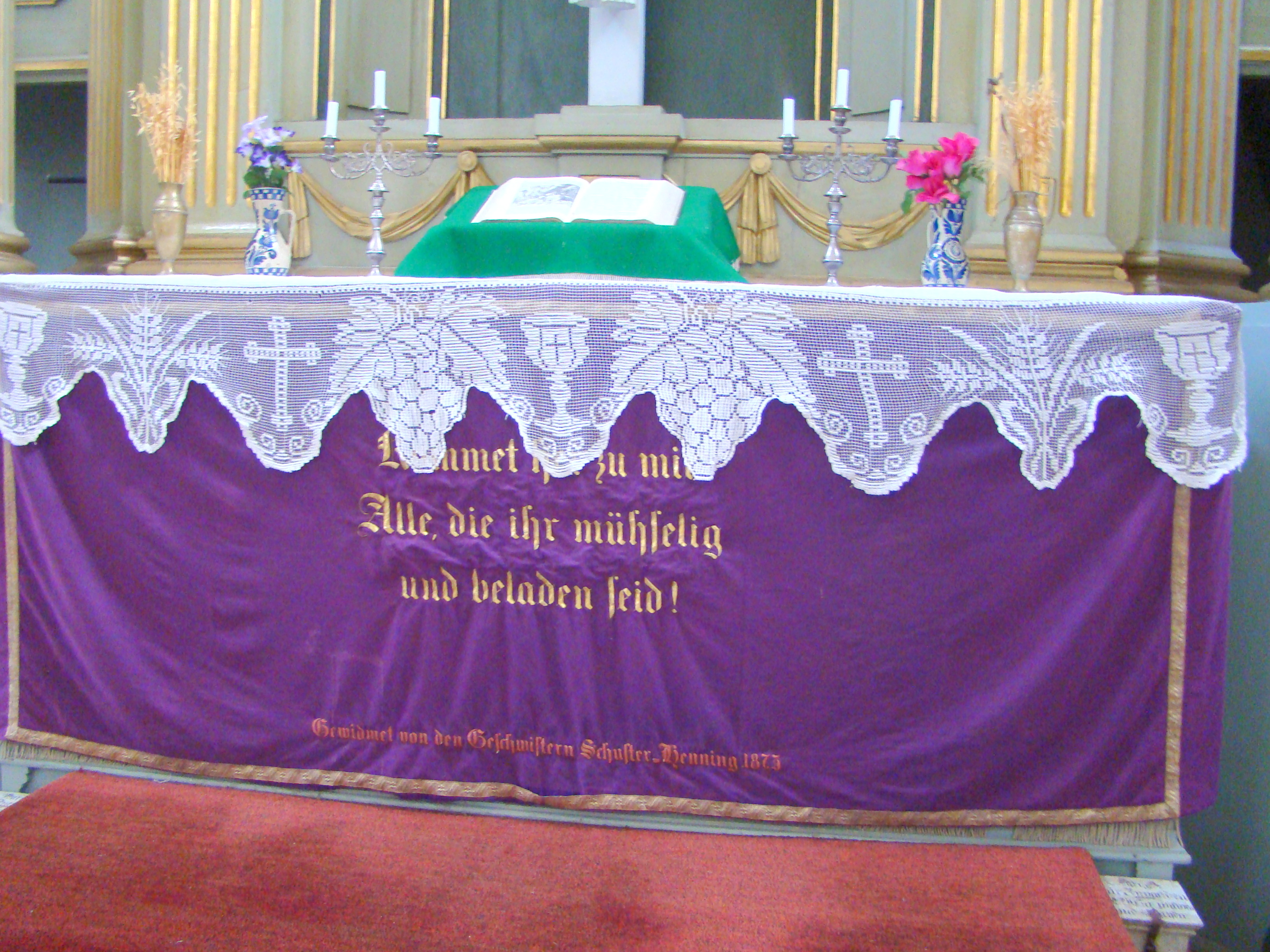
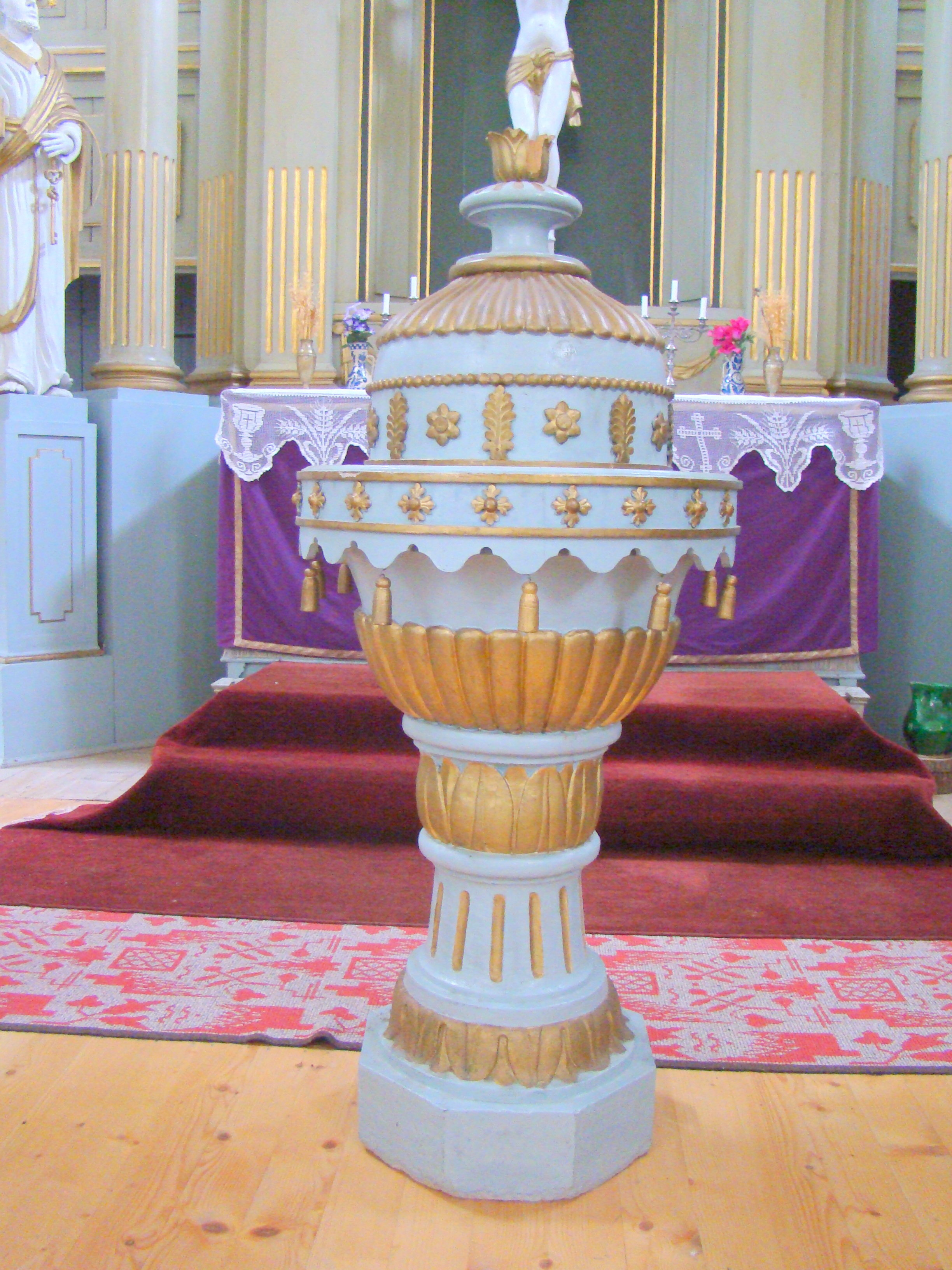
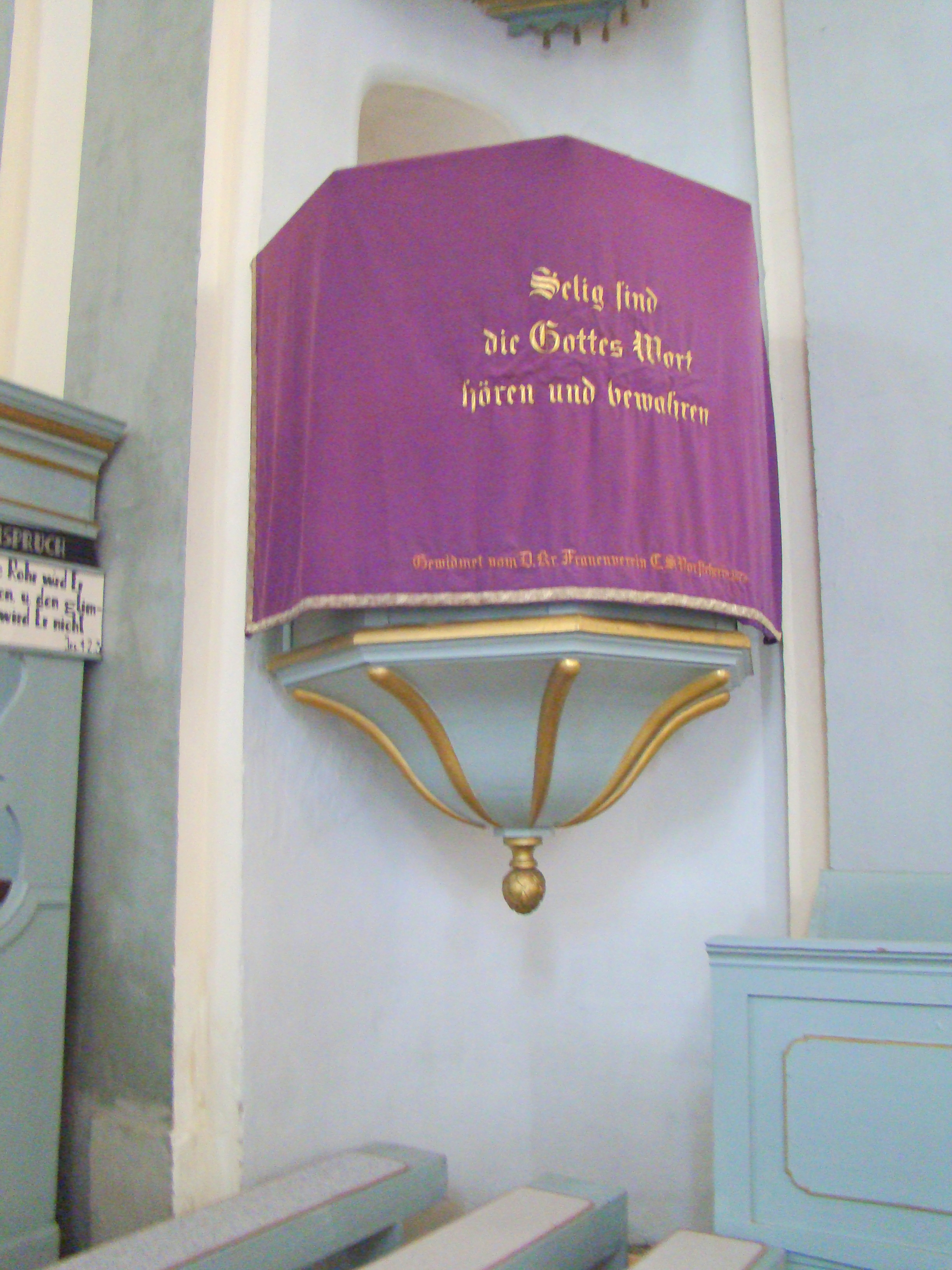
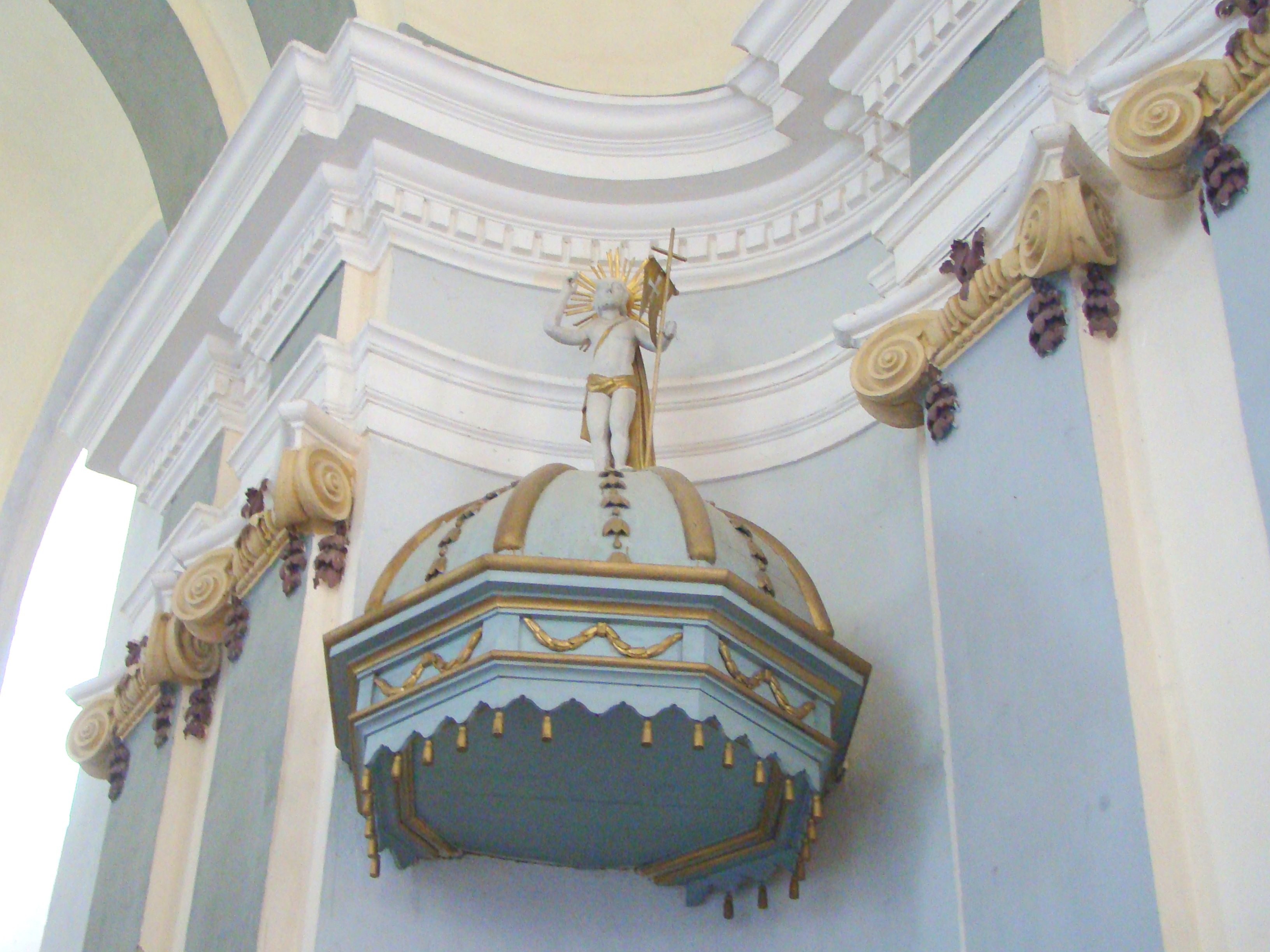
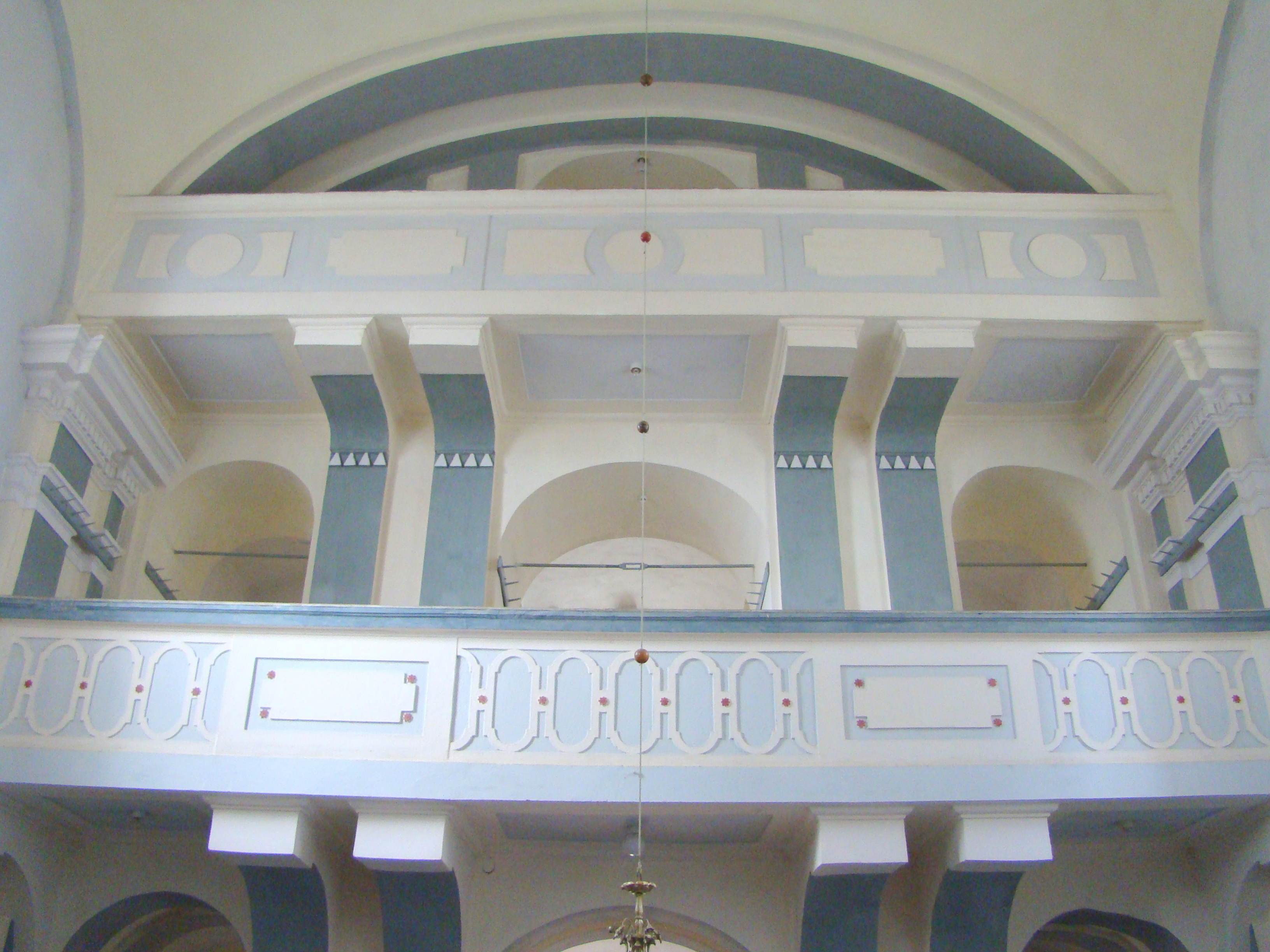
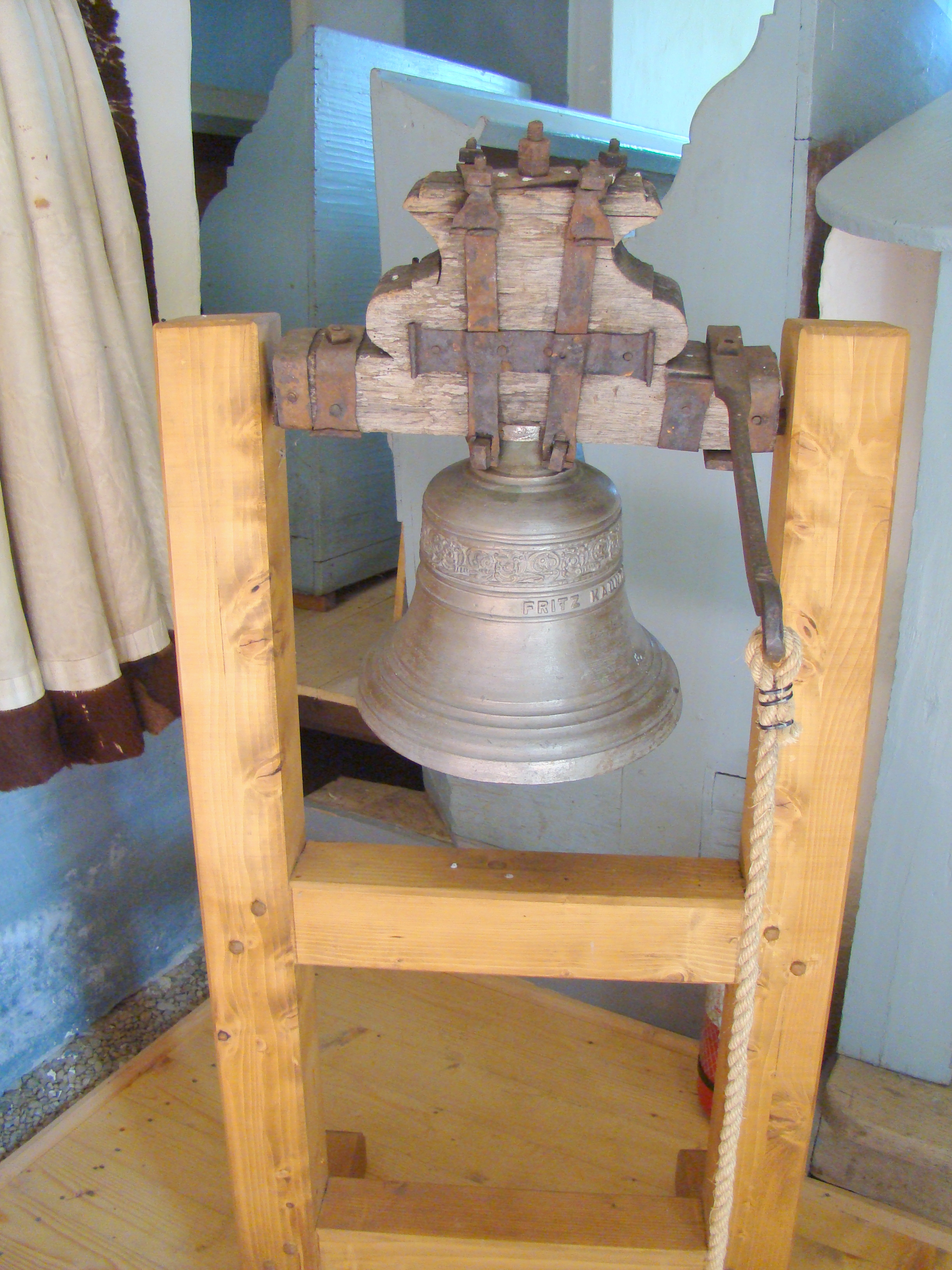
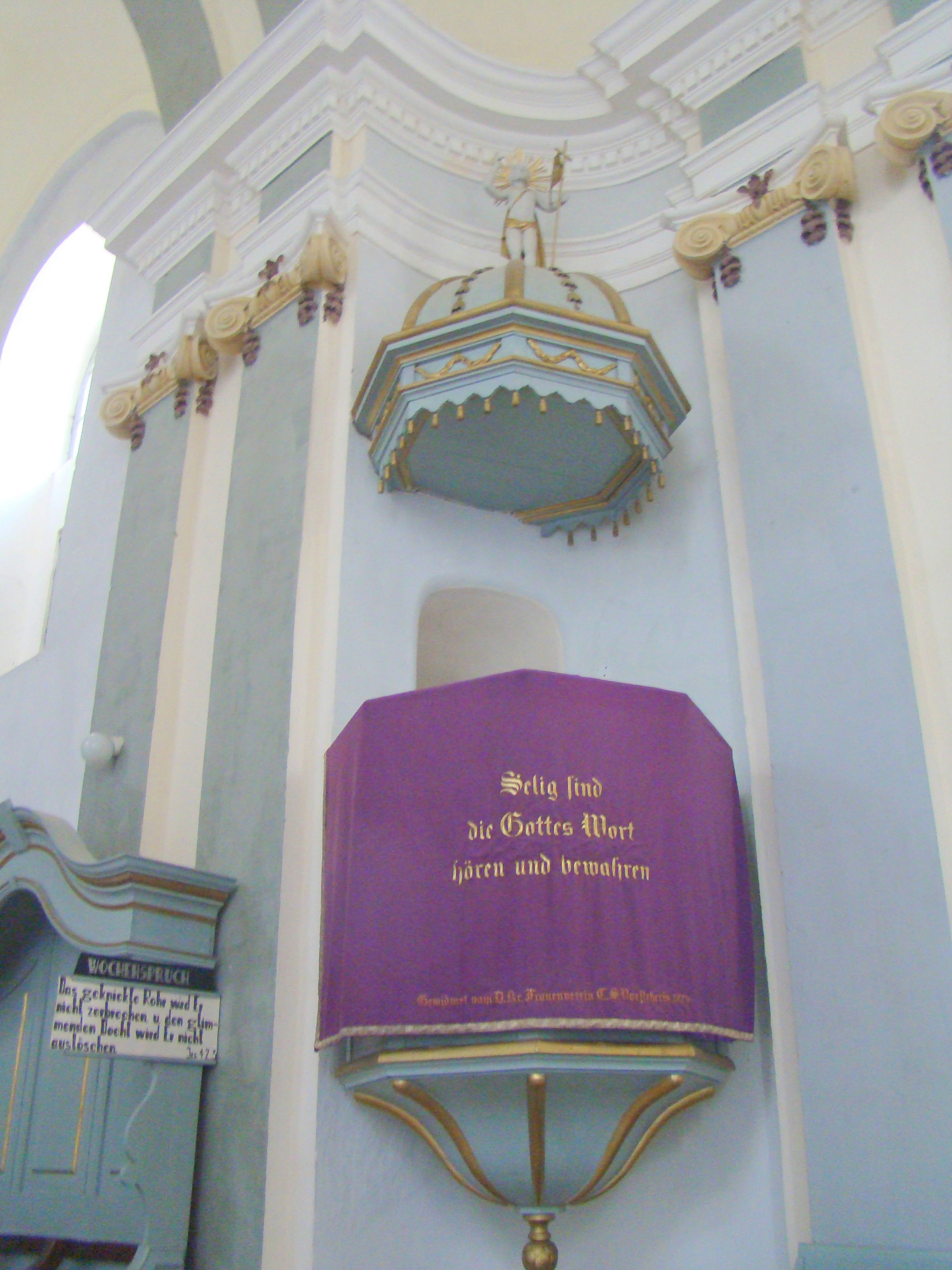
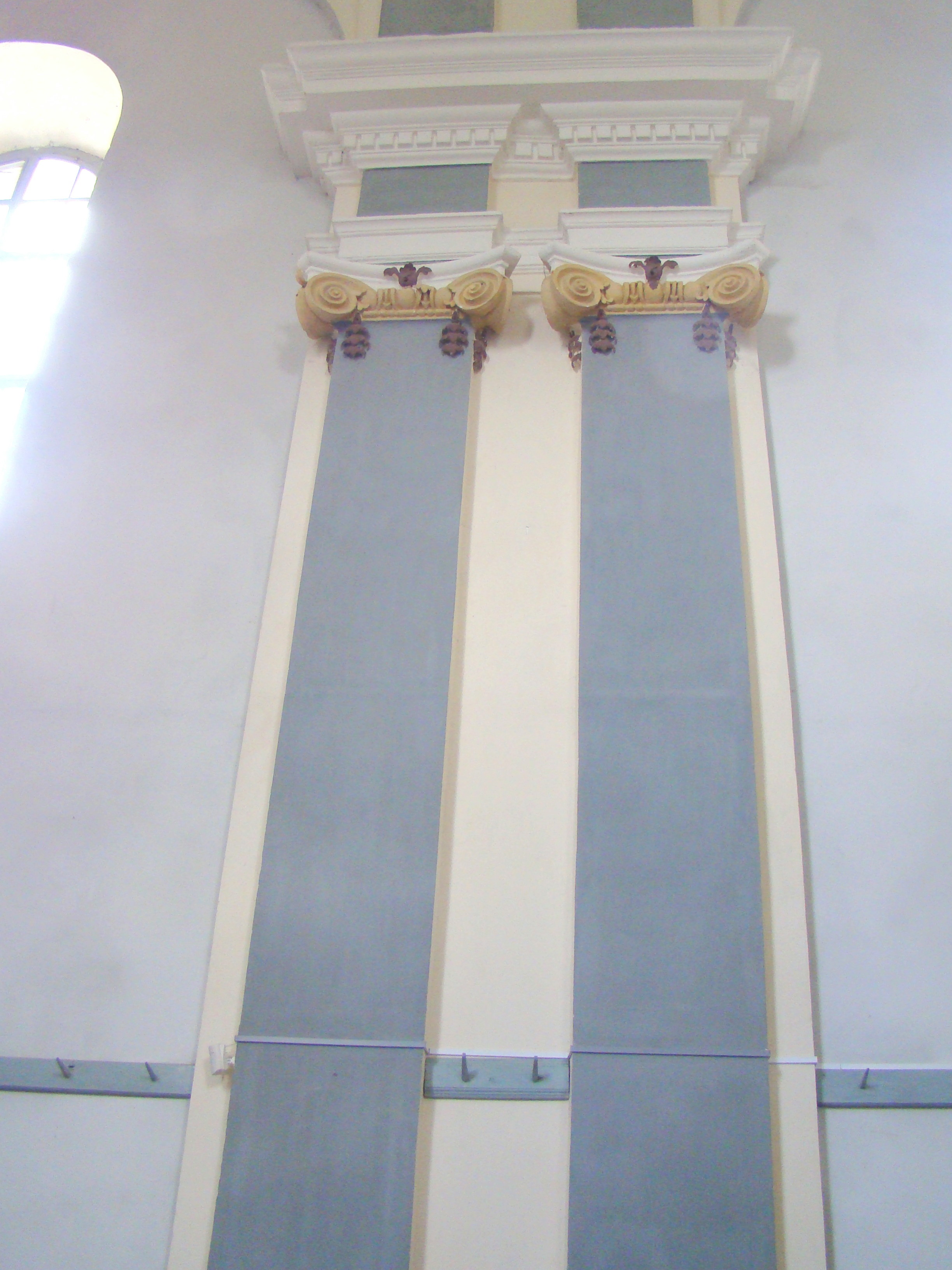
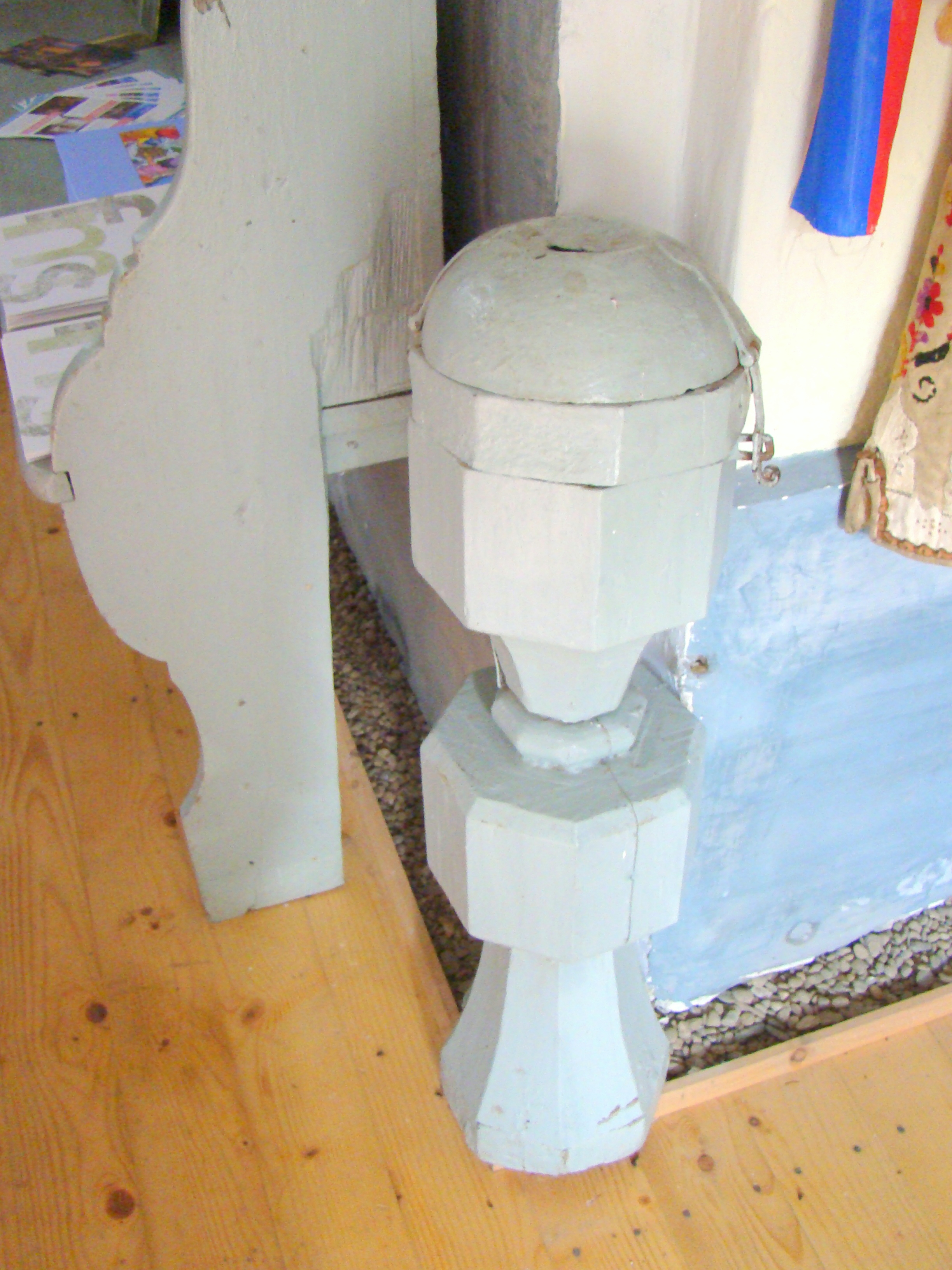
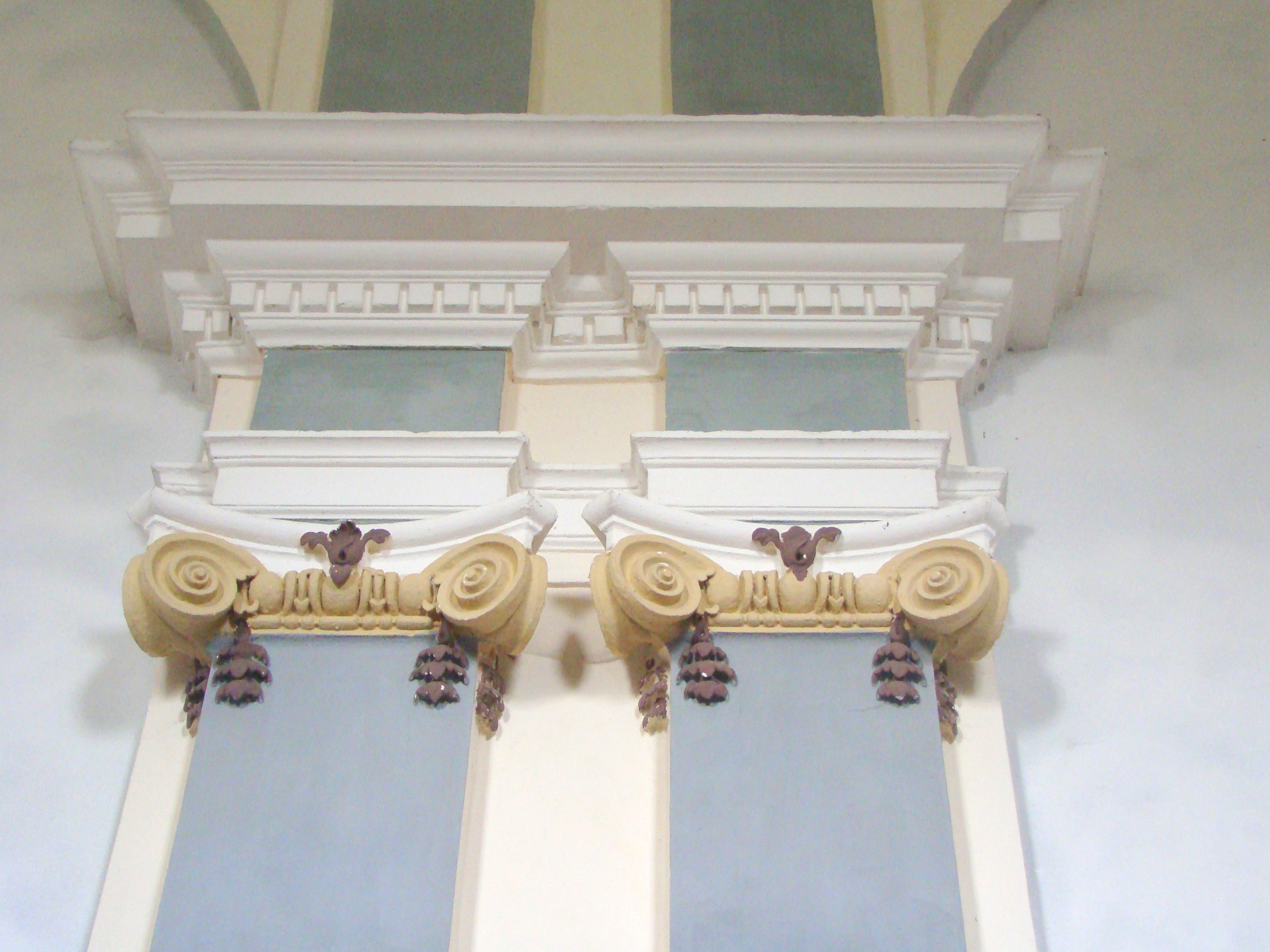
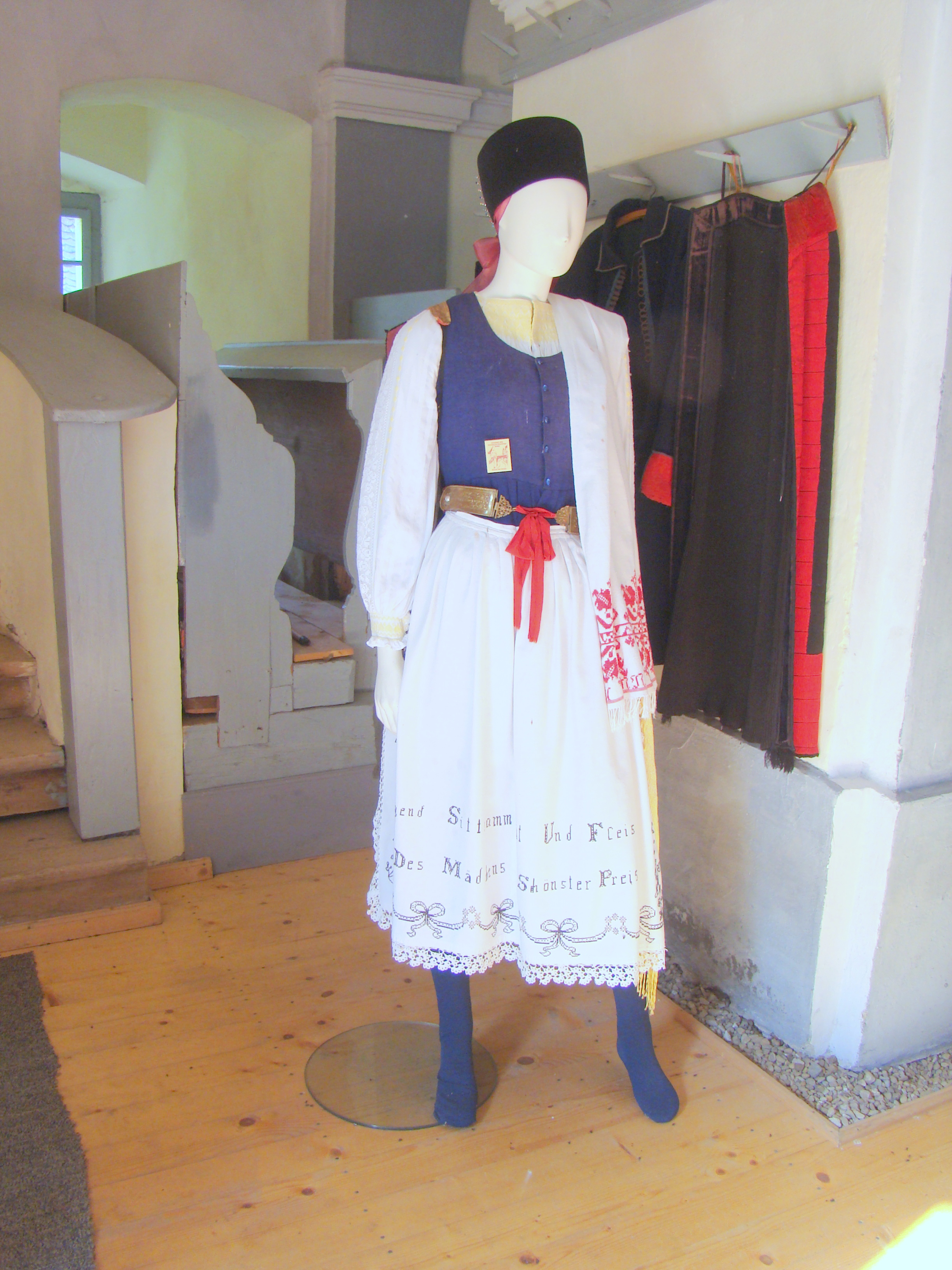
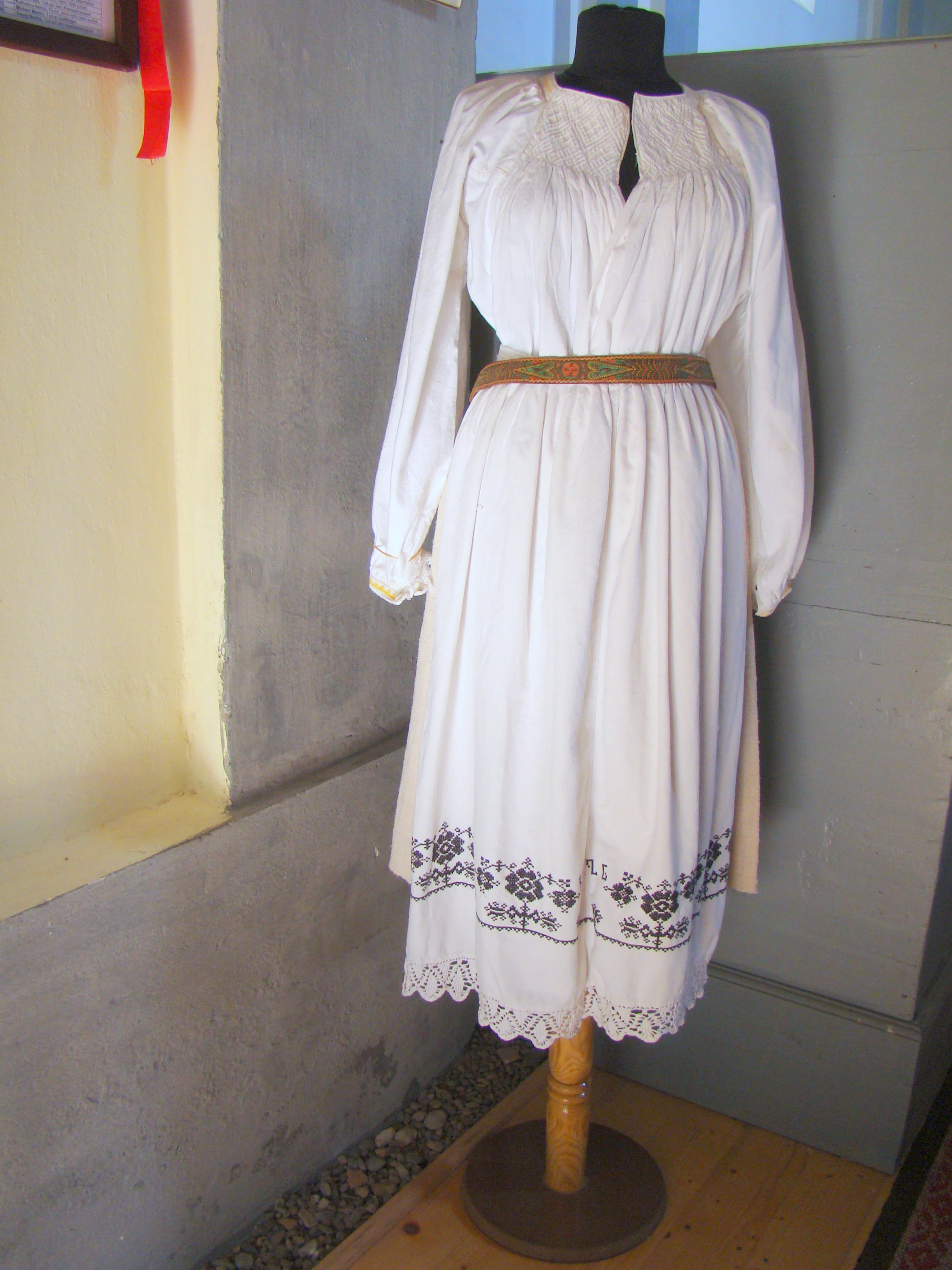
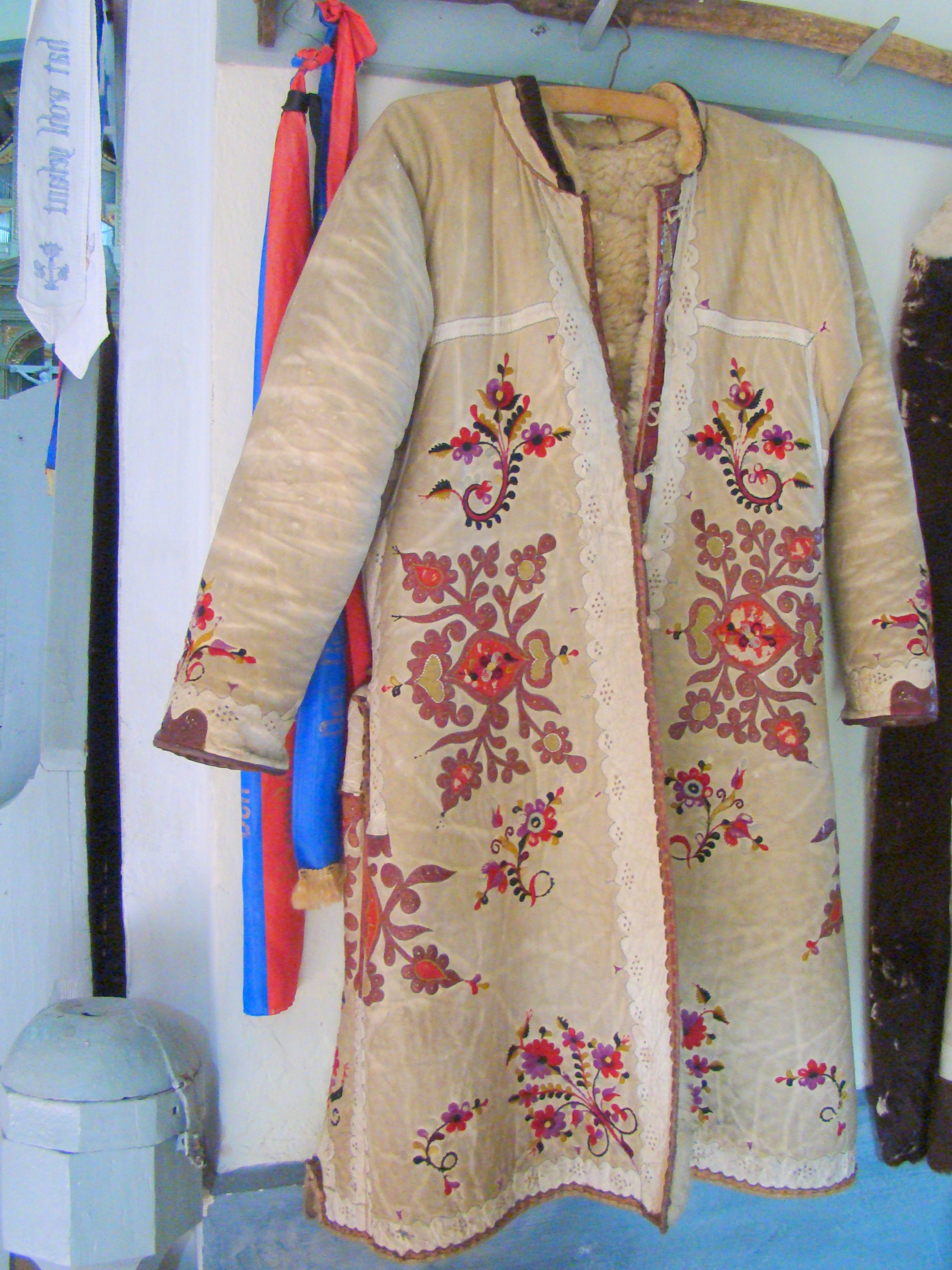
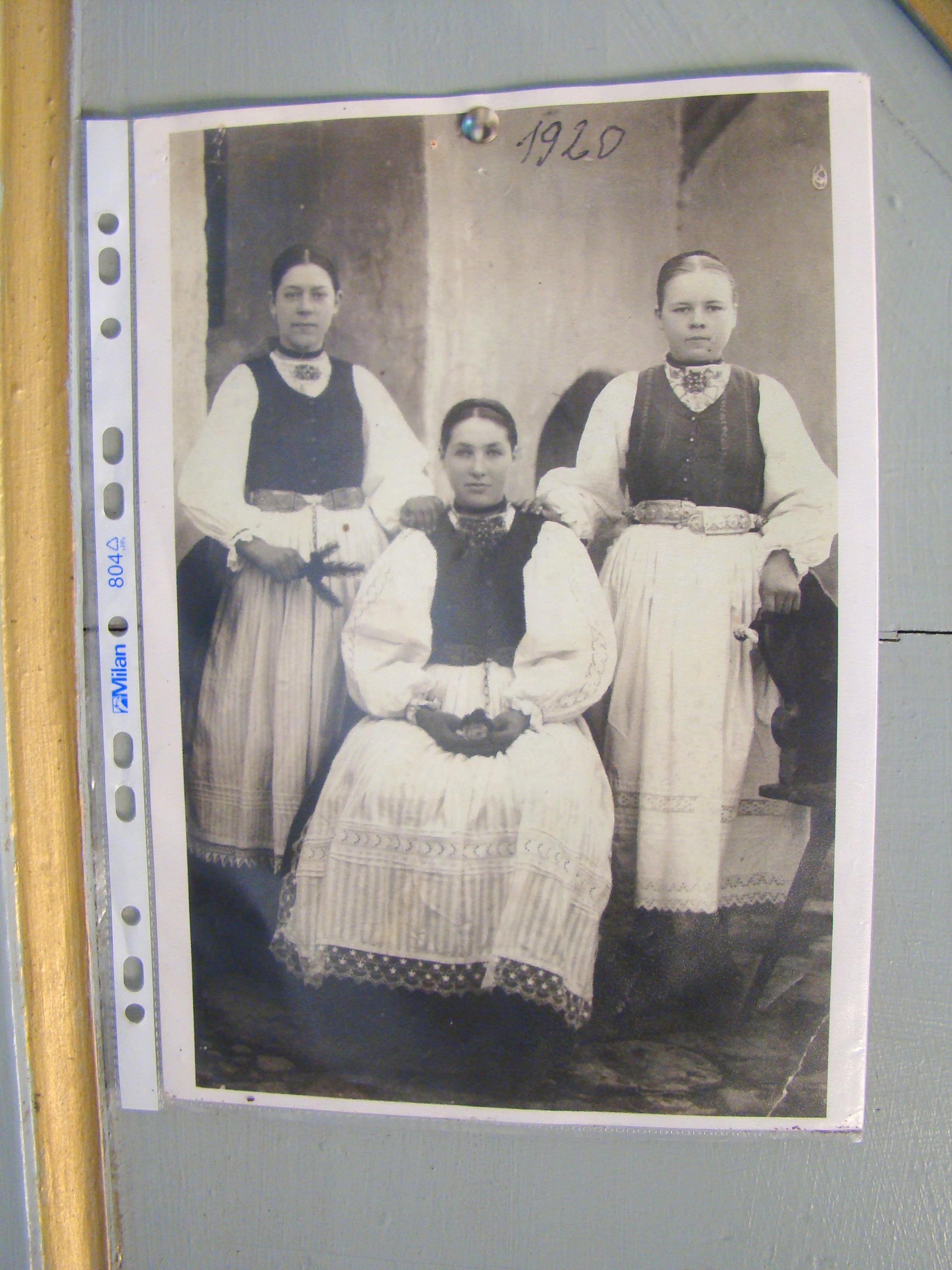